# Relaciones Estados Unidos-Reino Unido

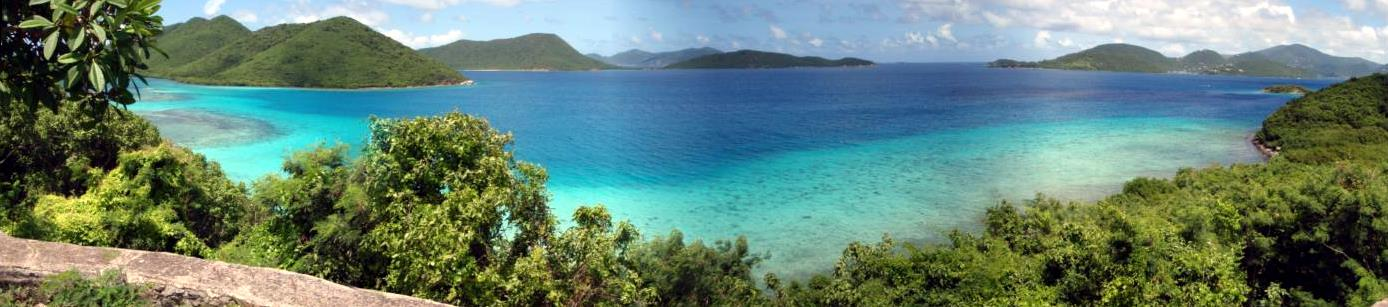
Una vista hacia las Islas Vírgenes Británicas desde las Islas Vírgenes de los Estados Unidos.

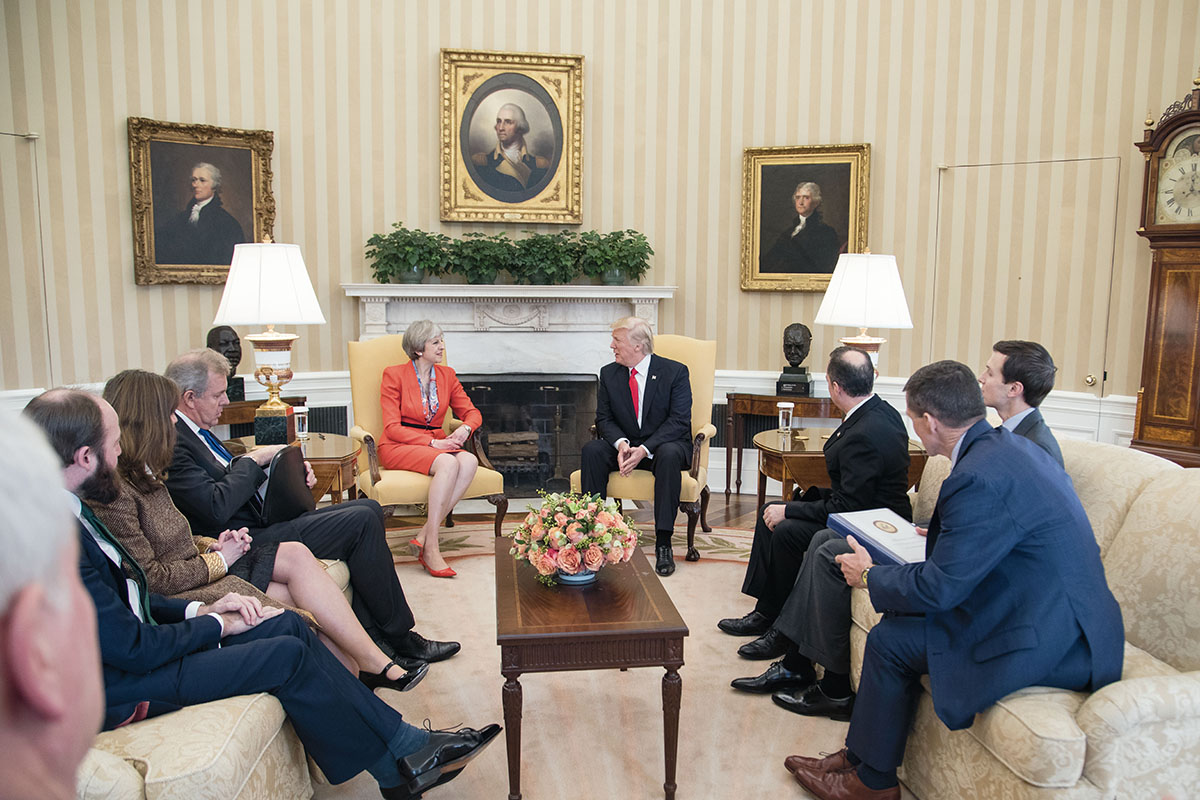
La primera ministra de Reino Unido Theresa May con el presidente de los Estados Unidos Donald Trump en la Casa Blanca, enero de 2017.

Las relaciones Estados Unidos-Reino Unido, también llamadas relaciones anglo-estadounidenses, son las relaciones diplomáticas entre Estados Unidos y Reino Unido. Abarca muchas relaciones complejas que van desde dos guerras tempranas hasta la competencia por los mercados mundiales. Desde 1940, han sido aliados militares cercanos que disfrutan de la denominada relación especial construida como aliados en tiempos de guerra y siendo socios en la OTAN.
Las dos naciones están unidas por una historia compartida, una superposición en la religión y un lenguaje y un sistema legal comunes, y lazos de parentesco que se remontan a cientos de años, incluidas las líneas familiares y ancestrales entre ingleses estadounidenses, escoceses estadounidenses, galeses estadounidenses, escoceses-irlandeses estadounidenses y estadounidenses británicos, respectivamente. Hoy en día, un gran número de expatriados viven en ambos países.
Durante épocas de guerra y rebelión, paz y alejamiento, además de convertirse en amigos y aliados, Reino Unido y Estados Unidos consolidaron estos vínculos profundamente arraigados durante la Segunda Guerra Mundial en lo que se conoce como ‘relación especial’. En una perspectiva a largo plazo, el historiador Paul Johnson lo ha llamado la "piedra angular del orden mundial moderno, democrático".
A principios del siglo XX, Reino Unido afirmó su relación con Estados Unidos como su "asociación bilateral más importante" en la actual política exterior británica, y la política exterior estadounidense también afirma su relación con Reino Unido como su relación más importante, como lo demuestran los asuntos políticos alineados, la cooperación mutua en las áreas de comercio, finanzas, tecnología, asuntos académicos, así como las artes y las ciencias; el intercambio de inteligencia gubernamental y militar, y operaciones de combate conjuntas y mantenimiento de la paz en misiones llevadas a cabo entre las Fuerzas Armadas de los Estados Unidos y las Fuerzas Armadas Británicas. Canadá ha sido históricamente el mayor importador de productos de los Estados Unidos y el principal exportador de productos a los Estados Unidos. A enero de 2015, el Reino Unido era quinto en términos de exportaciones y séptimo en cuanto a importación de bienes.
Los dos países también han tenido un impacto significativo de las culturas de muchos otros países. Son los dos nodos principales de la anglosfera, con una población combinada de alrededor de 385 millones en 2015. Juntos, han otorgado al idioma inglés un papel dominante en muchos sectores del mundo moderno.

## Comparación entre países
Líderes del Reino Unido y Estados Unidos desde 1940.

## Relación especial

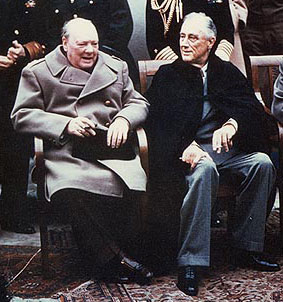
Winston Churchill y Franklin Roosevelt en Yalta en 1945.

La relación especial caracteriza las relaciones políticas, diplomáticas, culturales, económicas, militares e históricas excepcionalmente cercanas entre los dos países. Se utiliza especialmente para las relaciones desde 1940.

## Historia

### Orígenes

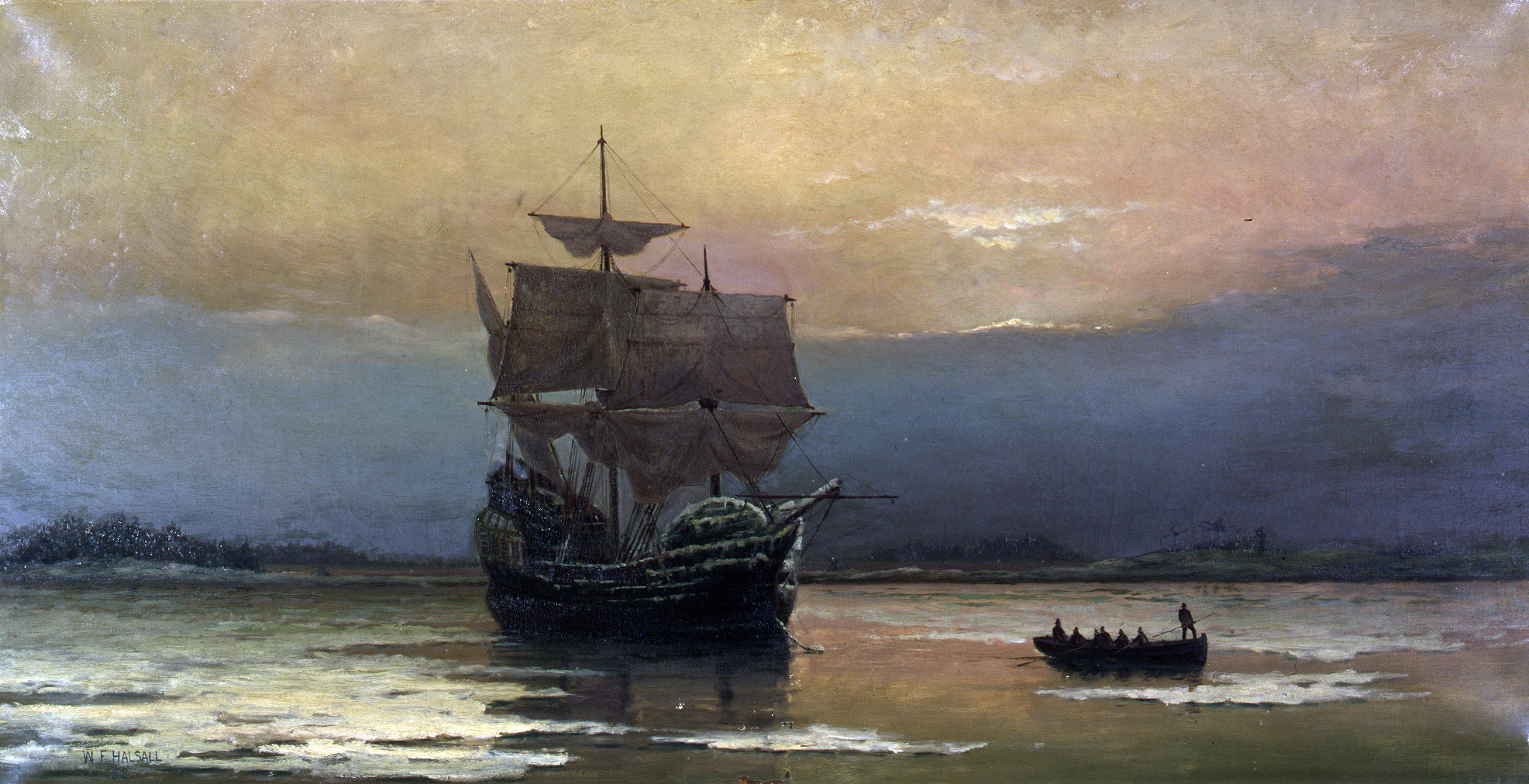
El Mayflower transportó a los Padres peregrinos al Nuevo Mundo en 1620, como se muestra en The Mayflower in Plymouth Sound de William Halsall, 1882.

Después de varios intentos fallidos, el primer asentamiento inglés permanente en la parte continental de América del Norte se estableció en 1607 en Jamestown en la Colonia y Dominio de Virginia. En 1624, la Colonia y el Dominio de Virginia dejó de ser una colonia chárter administrada por la Virginia Company of London, se convirtió en una colonia de la corona. Los Padres peregrinos eran una pequeña congregación protestante con sede en Inglaterra y Ámsterdam; enviaron un grupo de colonos en el Mayflower. Después de elaborar el Pacto del Mayflower mediante el cual se traspasaron amplios poderes de autogobierno, establecieron la pequeña Colonia de Plymouth en 1620. En 1630 los puritanos establecieron la mucho más grande Colonia de la bahía (Massachusetts); buscaron reformar la iglesia de Inglaterra creando una iglesia nueva y "más pura" en el Nuevo Mundo.
Otras colonias siguieron en la Provincia de Maine (1622), Provincia de Maryland (1632), Colonia de Rhode Island y las Plantaciones de Providence (1636) y Provincia de Connecticut (1636). Más tarde llegó la fundación de Provincia de Carolina (1663) (dividida en 1729 en Provincia de Carolina del Norte y Provincia de Carolina del Sur). La Provincia de New Hampshire fue fundada en 1691. Luego vino la Provincia de Georgia en 1732.
La Provincia de Nueva York se formó a partir de la colonia holandesa conquistada de Nueva Holanda. En 1674, la Provincia de Nueva Jersey se separó de Nueva York. En 1681 William Penn recibió una carta real del rey Carlos II para fundar Provincia de Pensilvania.
Las colonias reportaron cada una por separado a Londres Hubo un esfuerzo fallido para agrupar las colonias en el Dominio de Nueva Inglaterra, 1686-89.

### Migración
Durante el siglo XVII, se estima que 350.000 colonos ingleses y galeses llegaron como residentes permanentes a las Trece Colonias. En el siglo posterior a los Actos de la Unión 1707 esto fue superado en número y tasa por los colonos escoceses e irlandeses.
Durante la colonización de colonos británicos, se introdujeron instituciones administrativas, jurídicas y de mercado liberales, asociadas positivamente con el desarrollo socioeconómico.. Al mismo tiempo, la política colonial también fue cuasi mercantilista, alentando el comercio dentro del Imperio, desalentando el comercio con otras potencias y desalentando el aumento de la manufactura en las colonias, que se había establecido para aumentar el comercio y La riqueza de la patria. Gran Bretaña obtuvo ganancias mucho mayores del comercio de azúcar de sus colonias comerciales en el Caribe.
La introducción de instituciones laborales coercitivas fue otra característica del período colonial. Todas las trece colonias estaban involucradas en el comercio de esclavos. Los esclavos en Colonias Medias y Colonias de Nueva Inglaterra típicamente trabajaban como sirvientas, artesanos, obreros y artesanos. Al principio, los esclavos en las Colonias del Sur trabajaban principalmente en la agricultura, en granjas y plantaciones donde se cultivaba añil, arroz, algodón y tabaco para la exportación.
La guerra franco-india, peleada entre 1754 y 1763, fue el teatro norteamericano de la guerra de los Siete Años. El conflicto, la cuarta guerra franco-india entre Francia y Gran Bretaña en América del Norte, resultó en la adquisición británica de Nueva Francia, con su población católica francesa. Bajo el Tratado de París firmado en 1763, el control francés cedió de Luisiana Francesa al este del Río Misisipi a los británicos, que se conoció como la Reserva india.

### Religión
Los lazos religiosos entre la metrópoli y las colonias fueron pronunciados. La mayoría de las iglesias fueron trasplantes de Inglaterra (o Alemania). Los puritanos de Nueva Inglaterra rara vez se mantenían en contacto con inconformistas en Inglaterra. Mucho más cerca estaban las relaciones transatlánticas mantenidas por los cuáqueros, especialmente en Pensilvania. Los metodistas también mantuvieron estrechos vínculos.
La Iglesia Anglicana se estableció oficialmente en las colonias del sur, lo que significaba que los impuestos locales pagaban el salario del ministro, la parroquia tenía responsabilidades cívicas, como el alivio de los pobres, y la nobleza local controlaba la parroquia. La iglesia fue desestablecida durante la Revolución Americana. Las iglesias anglicanas en América estaban bajo la autoridad del Obispo de Londres, y hubo un largo debate sobre si establecer un obispo anglicano en América. Los otros protestantes bloquearon cualquier cita. Después de la Revolución, la recién formada Iglesia Episcopal seleccionó a su propio obispo y mantuvo su distancia de Londres.

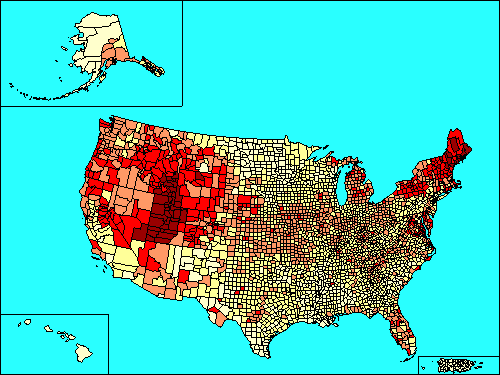
Proporciones de ascendencia inglesa
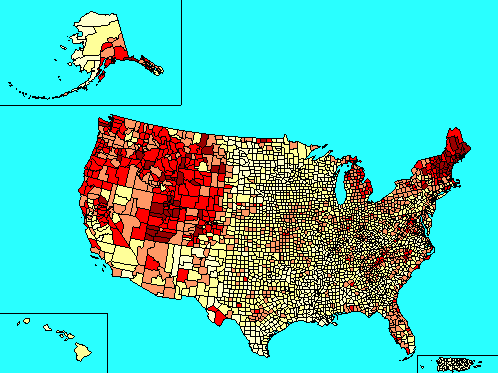
Proporciones de ascendencia escocesa
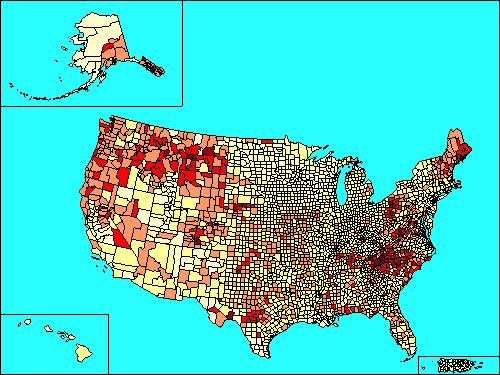
Proporciones de ascendencia escocesa-irlandesa
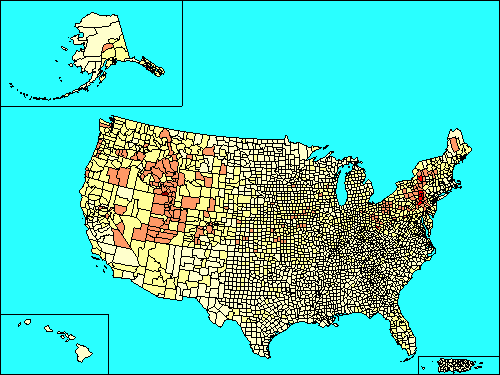
Proporciones de la ascendencia galesa

### Revolución estadounidense.

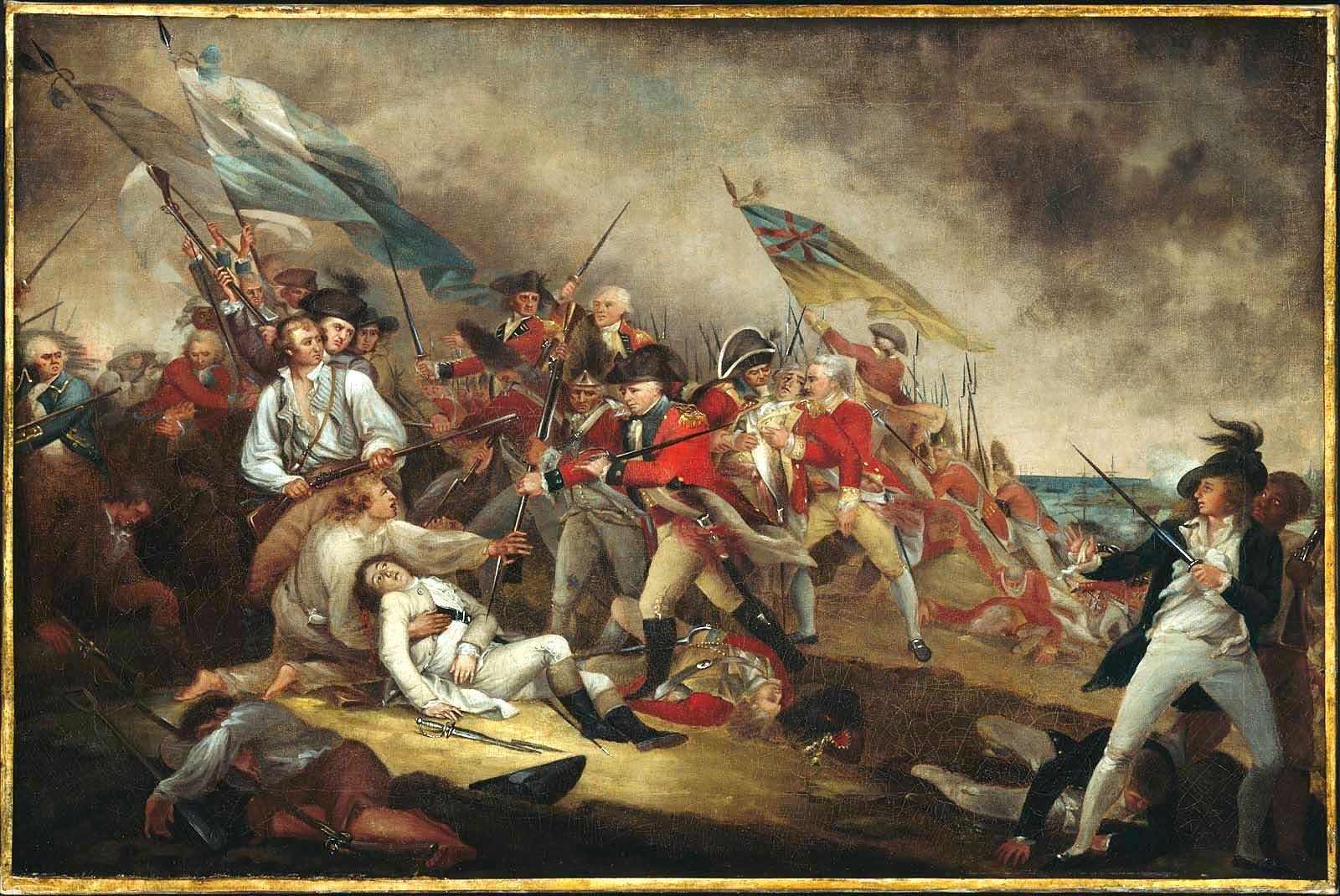
Cuadro de John Trumbull que representa a La muerte del general Warren en la batalla de Bunker Hill, 1775.

Las Trece colonias obtuvieron gradualmente más, aunque de forma limitada, autogobierno. Las políticas británicas mercantilistas se volvieron más estrictas, beneficiando a la madre patria, lo que dio lugar a restricciones comerciales, limitando así el crecimiento de la economía colonial y limitando artificialmente el potencial de ingresos de los comerciantes coloniales. Se esperaba que las colonias americanas ayudaran a pagar la deuda que se había acumulado durante la guerra franco-india. Las tensiones aumentaron de 1765 a 1775 por cuestiones de impuestos sin representación y control por Jorge III. Derivado de la Masacre de Boston de 1770 cuando los Capas Rojas abrieron fuego contra civiles, la rebelión consumió a los indignados colonos. El Parlamento británico había impuesto una serie de impuestos como la Ley del sello de 1765, y más tarde la Ley del Té de 1773, contra la cual una multitud de colonos enojados protestaron en el Motín del té tirando cajas de té en el puerto de Boston. El Parlamento británico respondió al desafío de los colonos al aprobar lo que los coloniales denominaron Leyes intolerables en 1774. Este curso de eventos finalmente provocó los primeros disparos en las Batallas de Lexington y Concord en 1775 y el comienzo de la guerra de Independencia de los Estados Unidos. Una victoria británica en la Batalla de Bunker Hill en junio de 1775 agitó las tensiones aún más. Si bien el objetivo de alcanzar la independencia fue buscado por una mayoría conocida como Patriots, una minoría conocida como Lealistas deseaban permanecer como sujetos británicos por tiempo indefinido. Cuando el Segundo Congreso Continental se reunió en Filadelfia en mayo de 1775, las deliberaciones se llevaron a cabo por figuras notables como Benjamin Franklin, Thomas Jefferson, John Hancock, Samuel Adams, y John Adams finalmente resultó en la búsqueda de la independencia total de la patria. Por lo tanto, la Declaración de Independencia, ratificada por unanimidad el 4 de julio de 1776, fue una ruptura radical y decisiva. Los Estados Unidos de América se convirtieron en la primera colonia del mundo en lograr con éxito la independencia en la era moderna.[cita requerida]
A principios de 1775, los patriotas obligaron a todos los oficiales y soldados británicos a abandonar la nueva nación. Los británicos volvieron en vigor en agosto de 1776 y capturaron la ciudad de Nueva York, que se convirtió en su base hasta que la guerra terminó en 1783. Los británicos, utilizando su poderosa marina, podían capturar puertos importantes, pero el 90% de los estadounidenses vivía en zonas rurales donde tenían el control total. Después de que los Patriotas capturaron una fuerza de invasión británica que se movía desde Canadá en la campaña de Saratoga de 1777, Francia entró a la guerra como aliada de los EE. UU., y agregó a los Países Bajos y España como aliados franceses. Gran Bretaña perdió la superioridad naval y no tenía grandes aliados y pocos amigos en Europa. La estrategia británica se volvió a centrar en el Sur, donde esperaban que un gran número de Lealistas lucharan junto a los Capas Rojas. Muchos menos leales tomaron las armas que Gran Bretaña necesitaba; los esfuerzos reales por controlar el campo en el sur fracasaron. Cuando el ejército británico intentó regresar a Nueva York, su flota de rescate fue rechazada por la flota francesa y su ejército fue capturado por fuerzas combinadas franco-estadounidenses bajo el mando del General George Washington en el Sitio de Yorktown en octubre de 1781 terminó la lucha de forma efectiva.

### Tratado de Paz
El Tratado de París terminó la guerra en 1783 en términos bastante favorables para la nueva nación.
Los eventos clave fueron en septiembre de 1782, cuando el ministro de Relaciones Exteriores de Francia Vergennes propuso una solución a la que se opuso fuertemente su aliado Estados Unidos. Francia estaba agotada por la guerra y todos querían la paz, excepto España, que insistía en continuar la guerra hasta que capturara a Gibraltar de los británicos. A Vergennes se le ocurrió un acuerdo que España aceptaría en lugar de Gibraltar. Los Estados Unidos obtendrían su independencia pero se limitarían al área al este de los Montes Apalaches. Gran Bretaña tomaría el área al norte del río Ohio. En el área al sur de eso se establecería un estado indio independiente bajo control español. Sería un estado de barrera indio. Los estadounidenses se dieron cuenta de que la amistad francesa no valía nada durante estas negociaciones: podían obtener un mejor trato directamente desde Londres. John Jay rápidamente le dijo a los británicos que estaba dispuesto a negociar directamente con ellos, cortando a Francia y España. El primer ministro británico Lord Shelburne estuvo de acuerdo. Estaba a cargo de las negociaciones británicas y ahora veía la oportunidad de separar a los Estados Unidos de Francia y convertir al nuevo país en un socio económico valioso. Los términos occidentales fueron que Estados Unidos obtendría toda el área al este del río Misisipi, al norte de Florida y al sur de Canadá. El límite norte sería casi el mismo que hoy. Los Estados Unidos obtendrían los derechos de pesca frente a las costas canadienses y acordaron permitir que los comerciantes británicos y los leales intenten recuperar sus propiedades. Fue un tratado altamente favorable para los Estados Unidos, y deliberadamente desde el punto de vista británico. Shelburne previó un comercio bidireccional altamente rentable entre Gran Bretaña y los Estados Unidos, que está creciendo rápidamente, lo que de hecho sucedió.

### Fin de la revolución
El tratado fue finalmente ratificado en 1784. Los británicos evacuaron a sus soldados y civiles en Nueva York, Charleston y Savannah a fines de 1783. Más del 80 por ciento del medio millón de lealistas se quedaron en los Estados Unidos y se convirtieron en ciudadanos estadounidenses. La mayoría fueron a Canadá y se refirieron a sí mismos como los Lealistas del Imperio Unido. Los comerciantes y los hombres de negocios a menudo iban a Gran Bretaña para restablecer sus conexiones comerciales. Los ricos leales del sur, llevándose a sus esclavos con ellos, normalmente se dirigían a las plantaciones en las Indias Occidentales. Los británicos también se llevaron a unos 3.000 negros libres, ex esclavos que lucharon contra el ejército británico; Fueron a Nueva Escocia. Muchos lo encontraron inhóspito y fueron a la Colonia de Sierra Leona, la colonia británica en África.
La nueva nación obtuvo el control de casi toda la tierra al este del Misisipi y al sur del Río San Lorenzo y los Grandes Lagos. Las colonias británicas Florida del Este y Florida del Oeste de fueron entregadas a España como recompensa. Las tribus nativas americanas aliadas con Gran Bretaña lucharon después de esto; los británicos los ignoraron en la conferencia de paz, y la mayoría quedó bajo control estadounidense a menos que se mudaran a Canadá o al territorio español. Los británicos se mantuvieron fuertes en el Medio Oeste estadounidense (especialmente en Míchigan y Wisconsin), donde suministraban armas a las tribus indias.

### 1783–1807: Papel del Tratado de Jay

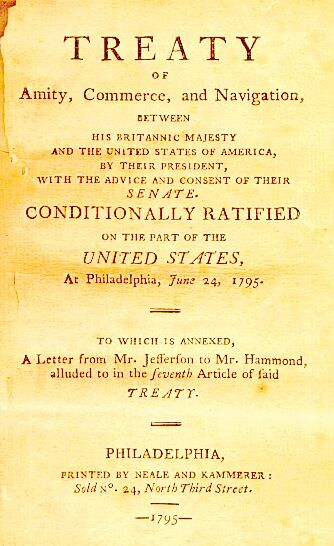
Folleto impreso en privado que contiene el texto del Tratado de Jay.

El comercio se reanudó entre las dos naciones cuando terminó la guerra. Los británicos permitieron todas las exportaciones a América, pero prohibieron algunas exportaciones de alimentos estadounidenses a sus colonias en las Indias Occidentales. Las exportaciones británicas alcanzaron £ 3,7 millones, en comparación con las importaciones de solo £ 750.000. El desequilibrio causó una escasez de oro en los Estados Unidos.
En 1785, John Adams se convirtió en el primer ministro plenipotenciario estadounidense, ahora conocido como embajador, ante el Tribunal de St James. El rey Jorge III lo recibió amablemente. En 1791, Gran Bretaña envió a su primer enviado diplomático, George Hammond, a Estados Unidos.
Cuando Gran Bretaña y Francia entraron en guerra en 1793, las relaciones entre los Estados Unidos y Gran Bretaña también estaban al borde de la guerra. Las tensiones fueron moderadas cuando se firmó el Tratado Jay en 1794, que estableció una década de paz y relaciones comerciales prósperas. El historiador Marshall Smelser sostiene que el tratado efectivamente pospuso la guerra con Gran Bretaña, o al menos lo pospuso hasta que Estados Unidos fuera lo suficientemente fuerte como para manejarlo.
Según el historiador estadounidense Samuel Flagg Bemis, los Estados Unidos tenían una lista de cuestiones pendientes:
- El Ejército británico operó cinco fortalezas en el territorio asignado a los Estados Unidos en el tratado de paz de 1783 en la actual Míchigan, Ohio y Nueva York.
- Los británicos financiaron los ataques de los indios americanos contra los colonos en el Noroeste (Ohio y Míchigan).
- Los británicos seguían impresión a los marineros en el servicio británico que eran ciudadanos estadounidenses.
- Los mercaderes estadounidenses querían una compensación por 250 buques mercantes que los británicos habían confiscado en 1793 y 1794.
- Los intereses del sur querían una compensación monetaria para los esclavos propiedad de los leales que fueron llevados a las Indias Occidentales junto con sus amos en 1781-83.
- Los comerciantes estadounidenses querían que las Indias Occidentales Británicas se reabrieran al comercio estadounidense.
- El límite con Canadá era vago en muchos lugares, y tenía que estar más delineado.

El tratado final resolvió algunos pero no todos los problemas. Los federalistas pidieron al Senado que ratificara el tratado de Jay, pero los republicanos se opusieron enérgicamente. Dirigidos por Jefferson y Madison, los republicanos favorecían fuertemente a Francia y creían que las buenas relaciones con Gran Bretaña condenarían al republicanismo en Estados Unidos. El presidente George Washington esperó hasta el último momento y luego hizo la intervención decisiva para que el Tratado fuera ratificado con exactamente un voto de 2/3, y se asignó el dinero necesario. El resultado fue dos décadas de paz en una época de guerra mundial que duró hasta que los republicanos llegaron al poder y Jefferson rechazó un nuevo tratado y comenzó un ataque económico contra Gran Bretaña.
Bradford Perkins argumenta que el tratado fue el primero en establecer una relación especial entre Gran Bretaña y los Estados Unidos, con una segunda entrega bajo Lord Salisbury. En su opinión, el tratado funcionó durante diez años para asegurar la paz entre Gran Bretaña y Estados Unidos: "La década puede caracterizarse como el período de" El primer acercamiento ". Como concluye Perkins,
"Durante aproximadamente diez años hubo paz en la frontera, el reconocimiento conjunto del valor de las relaciones comerciales, e incluso, en comparación con las épocas anteriores y posteriores, una mutilación de conflictos por incautaciones e impresión de barcos. Dos controversias con Francia... acercaron aún más a las potencias de habla inglesa."
 Comenzando en el punto de las espadas en 1794, el tratado de Jay revirtió las tensiones, concluye Perkins: "A lo largo de una década de guerra mundial y paz, los gobiernos sucesivos de ambos lados del Atlántico pudieron lograr y preservar una cordialidad que a menudo se acercaba a la amistad genuina."
El historiador Joseph Ellis encuentra los términos del tratado "de un solo lado a favor de Gran Bretaña", pero afirma que el consenso de los historiadores está de acuerdo en que fue
"Una negociación astuta para los Estados Unidos. Apostó, en efecto, a Inglaterra en lugar de a Francia como la potencia hegemónica europea del futuro, que resultó ser profética. Reconoció la dependencia masiva de la economía estadounidense en el comercio con Inglaterra. En cierto sentido fue un avance precoz de la Doctrina Monroe (1823), ya que vinculó la seguridad y el desarrollo económico de Estados Unidos con la flota británica, que proporcionó un escudo protector de valor incalculable durante todo el siglo XIX. Hasta que Estados Unidos fue económica y políticamente más capaz de luchar contra uno".

Los Estados Unidos proclamaron su neutralidad en las guerras entre Gran Bretaña y Francia (1793–1815) y se beneficiaron enormemente de la venta de alimentos, madera y otros suministros a ambos lados.
Thomas Jefferson se había opuesto amargamente al Tratado de Jay porque temía que reforzara el anti republicanismo en los enemigos políticos republicanos de los Estados Unidos. Cuando Jefferson se convirtió en presidente en 1801, no repudió el tratado. Mantuvo al ministro federalista, Rufus King en Londres para negociar una resolución exitosa de los asuntos pendientes relacionados con los pagos en efectivo y los límites. La amistad se rompió en 1805, ya que las relaciones se volvieron cada vez más hostiles como un preludio a la Guerra de 1812. Jefferson rechazó una renovación del Tratado de Jay en el Tratado de Monroe-Pinkney de 1806 tal como lo negociaron sus diplomáticos y lo aceptó. Londres; Él nunca lo envió al Senado.
El comercio internacional de esclavos fue suprimido en gran parte después de que Gran Bretaña aprobara la Ley de abolición de la trata de esclavos en 1807. A instancias del presidente Jefferson, los Estados Unidos aprobaron la Ley de prohibición de importación de esclavos en 1807, a partir del 1 de enero de 1808.

### Guerra de 1812

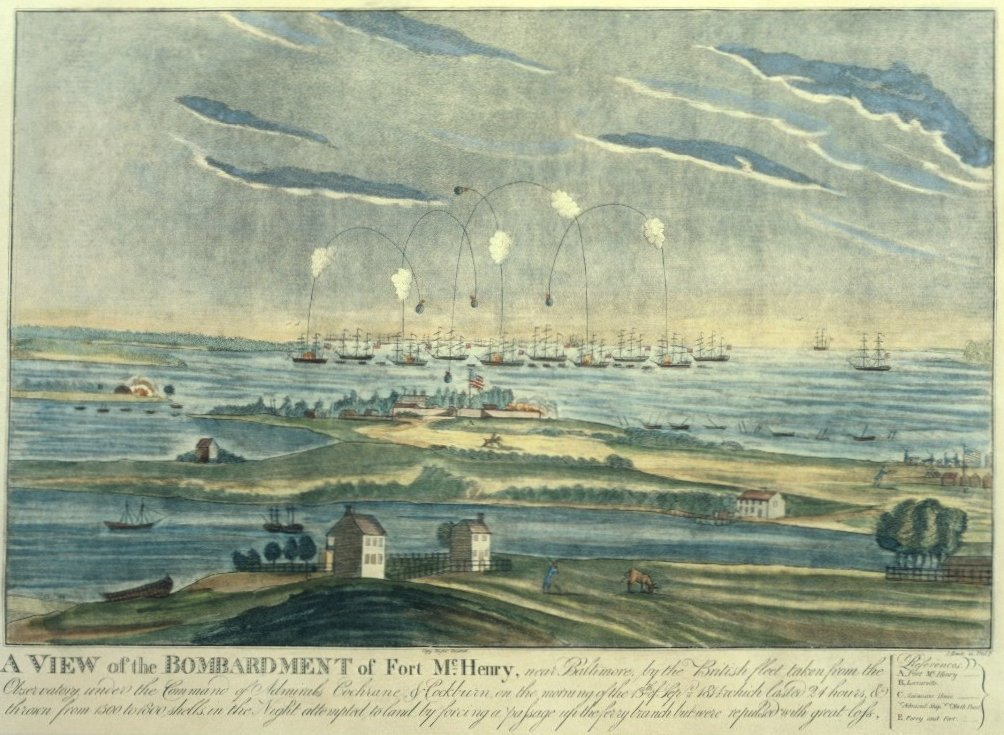
Representación artística del bombardeo en la Batalla de Baltimore en 1814, que inspiró a Francis Scott Key a escribir la letra de "The Star-Spangled Banner", el himno nacional de Estados Unidos.

Los Estados Unidos impusieron un comercio, a saber, la Ley de Embargo de 1807, en represalia por el bloqueo de Francia por parte de Gran Bretaña, que involucró la visita y la búsqueda de comerciantes neutrales, y dio lugar a la supresión de Franco-United. Los estados se intercambian por la duración de las guerras napoleónicas. La Royal Navy también abordó barcos estadounidenses y levó marineros sospechosos de ser desertores británicos. La expansión occidental en el Medio Oeste estadounidense (Ohio a Wisconsin) se vio obstaculizada por las tribus indias que recibieron municiones y el apoyo de agentes británicos. De hecho, el objetivo de Gran Bretaña era la creación de un estado indio independiente para bloquear la expansión estadounidense.
Después de que la diplomacia y el boicot hubieran fracasado, el tema del honor nacional y la independencia pasaron a primer plano. Brands dice: "Los otros halcones de guerra hablaron de la lucha con Gran Bretaña como una segunda guerra de independencia; [Andrew] Jackson, quien todavía tenía cicatrices de la primera guerra de independencia, sostuvo esa opinión con una convicción especial. Los derechos estadounidenses, pero también fue una reivindicación de la identidad estadounidense".
Finalmente, en junio de 1812, el presidente James Madison llamó a la guerra y superó la oposición de los intereses comerciales del noreste. La estrategia estadounidense exigía una guerra contra el transporte marítimo británico y, especialmente, el corte de los envíos de alimentos a las plantaciones de azúcar británicas en las Indias Occidentales. La conquista de las colonias del norte que luego se convirtió en Canadá fue una táctica diseñada para dar a los estadounidenses una posición negociadora sólida. El principal objetivo de los británicos era derrotar a Francia, así que hasta que eso sucedió en 1814, la guerra era principalmente defensiva. Para reclutar aliados entre los indios, liderados por Tecumseh, los británicos prometieron que se crearía un estado indio independiente en territorio estadounidense. Las repetidas invasiones estadounidenses de Canadá fueron fiascos, debido a preparaciones inadecuadas, generales muy pobres y la negativa de las unidades de la milicia a abandonar sus terrenos. Los estadounidenses tomaron el control del lago Erie en 1813 y destruyeron el poder de los aliados indios de los británicos en el noroeste y sureste. La invasión británica de la Bahía de Chesapeake en 1814 culminó en la "Quema de Washington", pero el posterior ataque británico contra Baltimore fue rechazado. La invasión británica del estado de Nueva York en 1814 fue derrotada en la Batalla de Plattsburgh, y la invasión de Luisiana que se inició antes de que se alcanzara el cese al fuego. y produjo el Tratado de Gante, que restableció el  statu quo ante bellum . Ninguno de los dos bandos logró avances territoriales, y se abandonó el plan británico para crear una nación india. El Reino Unido conservó el derecho teórico de impresión, pero dejó de impresionar a los marineros, mientras que los Estados Unidos abandonaron el tema para siempre. Estados Unidos celebró el resultado como una "segunda guerra de independencia" victoriosa. Los británicos, después de haber derrotado finalmente a Napoleón en Waterloo, celebraron ese triunfo y en gran parte olvidaron la guerra con Estados Unidos. Las tensiones entre Estados Unidos y Canadá se resolvieron a través de la diplomacia. La guerra de 1812 marcó el final de un largo período de conflicto (1775–1815) y marcó el comienzo de una nueva era de paz entre las dos naciones.

### Disputas 1815–60
La Doctrina Monroe, una respuesta unilateral en 1823 a una sugerencia británica de una declaración conjunta, expresó la hostilidad estadounidense a una mayor invasión europea en el hemisferio occidental. Sin embargo, los Estados Unidos se beneficiaron de la perspectiva común en la política británica y su aplicación por parte de la Royal Navy. En la década de 1840, varios estados incumplieron con los bonos propiedad de los inversores británicos. Los banqueros de Londres evitaron los bonos estatales después, pero invirtieron fuertemente en bonos del ferrocarril estadounidense.
En varios episodios, el general estadounidense Winfield Scott demostró ser un diplomático sagaz al controlar las emociones y alcanzar compromisos aceptables. Scott manejó el asunto de Caroline en 1837. Los rebeldes de Norteamérica británica (ahora Ontario) huyeron a Nueva York y usaron un pequeño barco estadounidense llamado Caroline para contrabandear suministros a Canadá después de que su rebelión fue suprimida A fines de 1837, las milicias canadienses cruzaron la frontera hacia los Estados Unidos y quemaron el barco, lo que provocó protestas diplomáticas, un estallido de Anglofobia y otros incidentes.

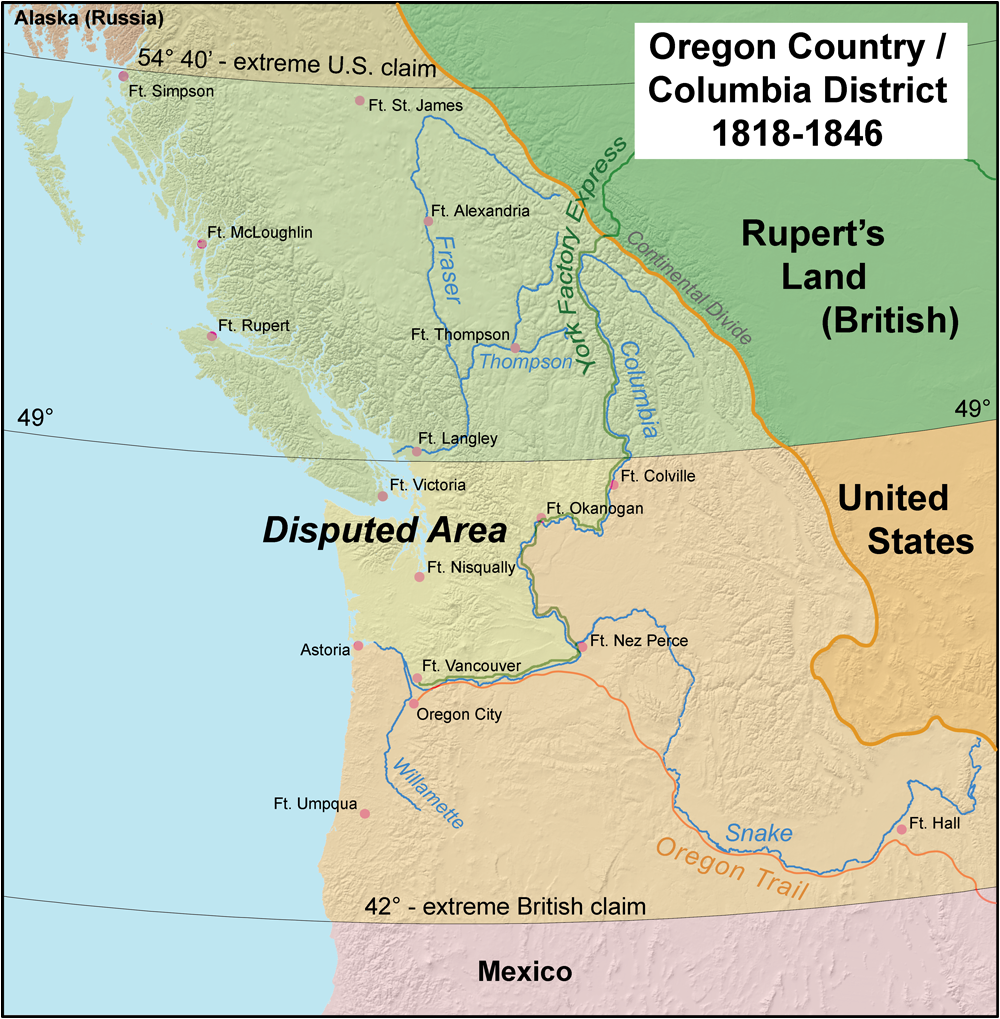
La Tierra de Oregón/Distrito de Columbia se extendió desde 42N a 54 40'N. La parte más disputada se destaca.

Las tensiones en la imprecisa frontera entre Maine y Nueva Brunswick involucraron a equipos rivales de leñadores en la implacable Guerra de Aroostook de 1839. No hubo disparos, pero ambas partes trataron de defender el honor nacional y ganar unas cuantas millas más de tierras forestales. Cada lado tenía un viejo mapa secreto que aparentemente mostraba que el otro lado tenía el mejor caso legal, por lo que se llegó fácilmente a un acuerdo en el Tratado Webster-Ashburton de 1842, que se estableció en la frontera de Maine y Minnesota. En 1859, la guerra sin sangre guerra del Cerdo determinó la posición de la frontera en relación con las Islas San Juan y las Islas del Golfo.
Los líderes británicos se molestaron constantemente desde la década de 1840 hasta la década de 1860 por lo que consideraron como la burla de Washington hacia la mafia democrática, como en la disputa fronteriza de Oregón en 1844-46. Sin embargo, la opinión pública británica de clase media percibió una relación especial entre los dos pueblos basada en el idioma, la migración, el protestantismo evangélico, las tradiciones liberales y el comercio extenso. Esta circunscripción rechazó la guerra, lo que obligó a Londres a apaciguar a los estadounidenses. Durante el asunto de Trento de finales de 1861, Londres trazó la línea y Washington se retiró.
En 1844-48, las dos naciones tenían reclamaciones superpuestas en Oregón. El área estaba en gran parte sin resolver, lo que facilitó el fin de la crisis en 1848 mediante un compromiso que dividió a la región de manera uniforme, con Columbia Británica a Gran Bretaña, y Washington, Idaho y Oregón a Estados Unidos. Estados Unidos dirigió su atención a México, que amenazó con la guerra por la anexión de Texas. Gran Bretaña intentó sin éxito moderar a los mexicanos, pero cuando comenzó la guerra se mantuvo neutral. Estados Unidos ganó California, en la que los británicos solo habían mostrado un interés pasajero.

### Canal de Nicaragua
Los británicos querían un México estable para bloquear la expansión estadounidense al sudoeste, pero un México inestable atacó a Texas y quiso vengarse por su derrota. El resultado fue una vasta expansión estadounidense. El descubrimiento de oro en California en 1848 trajo una gran demanda de pasaje a los campos de oro, con las principales rutas que cruzan Panamá para evitar un viaje lento muy largo por toda Sudamérica. Se construyó un ferrocarril que transportaba 600.000 a pesar del ambiente peligroso en Panamá. Un canal en Nicaragua era una posibilidad mucho más saludable y atractiva, y los empresarios estadounidenses obtuvieron los permisos necesarios, junto con un tratado de los Estados Unidos con Nicaragua. Sin embargo, los británicos estaban decididos a bloquear un canal estadounidense y se apoderaron de lugares clave en la costa de mosquitos en el Atlántico que lo bloqueaban. Los Whigs estaban a cargo en Washington y, a diferencia de los demócratas belicosos, querían una solución pacífica de tipo empresarial. Los Whigs tomaron una lección de la experiencia británica de monopolizar el punto chok de Gibraltar, que no dio lugar a un sinfín de conflictos, guerras y gastos militares y navales para los británicos. Los Estados Unidos decidieron que un canal debería ser abierto y neutral a todo el tráfico del mundo, y no ser militarizado. Las tensiones aumentaron localmente, con confrontaciones físicas a pequeña escala en el campo. Washington y Londres encontraron una solución diplomática. El Tratado Clayton-Bulwer de 1850 garantizaba derechos de canal iguales tanto para EE. UU. como para Gran Bretaña. Cada uno acordó no colonizar América Central. Sin embargo, surgieron desacuerdos y no se inició ningún canal en Nicaragua. Para 1857-1859, el gobierno de Londres retiró su oposición a la expansión territorial estadounidense.
La apertura del ferrocarril transcontinental en 1869 hizo que viajar a California fuera rápido, barato y seguro. Los estadounidenses perdieron interés en los canales y centraron su atención en la construcción de ferrocarriles de larga distancia. Mientras tanto, los británicos centraron su atención en la construcción del Canal de Suez a través de Egipto. Londres mantuvo un veto en el edificio del canal estadounidense en Nicaragua. En la década de 1890, los franceses hicieron un gran esfuerzo para construir un canal a través de Panamá, pero se autodestruyeron a través de la mala gestión, la corrupción grave y, especialmente, el entorno de enfermedades mortales. A fines de la década de 1890, Gran Bretaña vio la necesidad de mejorar mucho las relaciones con los Estados Unidos y acordó permitir a los Estados Unidos construir un canal a través de Nicaragua o Panamá. La elección fue Panamá. El Tratado Hay-Pauncefote de 1901 reemplazó el Tratado Clayton-Bulwer, y adoptó la regla de neutralización para el Canal de Panamá que Estados Unidos construyeron; se inauguró en 1914.

### Guerra civil estadounidense
En la guerra civil estadounidense un objetivo importante de la Confederación era ganar el reconocimiento de Gran Bretaña y Francia, que esperaba que los llevara a la guerra con EE. UU. Debido a la astuta diplomacia estadounidense, ninguna nación reconoció la Confederación y se evitó la guerra con Gran Bretaña. Sin embargo, no hubo un considerable sentimiento británico a favor de debilitar a los Estados Unidos para ayudar a que el Sur Gane. Al comienzo de la guerra, Gran Bretaña emitió una proclamación de neutralidad. Los Estados Confederados de América habían asumido desde el principio que Gran Bretaña seguramente entraría en la guerra para proteger su suministro vital de algodón. Este argumento "King Cotton" fue una de las razones por las que los confederados se sentían confiados en primer lugar para ir a la guerra, pero los sureños nunca habían consultado a los europeos y tardaron en enviar diplomáticos. Incluso antes de que comenzaran los combates en abril de 1861, los ciudadanos confederados (actuando sin la autoridad del gobierno) cortaron los envíos de algodón en un esfuerzo por ejercer diplomacia del algodón. Fracasó porque Gran Bretaña tenía almacenes llenos de algodón, cuyo valor estaba en alza; Hasta 1862 no se agudizó la escasez.
El asunto de Trent a fines de 1861 casi causó una guerra. Un buque de guerra de la Marina de los Estados Unidos detuvo el buque civil británico RMS Trent y se llevó a dos diplomáticos Confederados, James Murray Mason y John Slidell. Gran Bretaña se preparó para la guerra y exigió su liberación inmediata. El presidente Lincoln liberó a los diplomáticos y el episodio terminó tranquilamente.
Gran Bretaña se dio cuenta de que cualquier reconocimiento de una Confederación independiente sería tratado como un acto de guerra contra los Estados Unidos. La economía británica dependía en gran medida del comercio con los Estados Unidos, especialmente las importaciones de granos baratos que, en caso de guerra, serían cortados por los estadounidenses. De hecho, los estadounidenses lanzarían una guerra naval total contra toda la flota mercante británica.
A pesar de la indignación y las intensas protestas estadounidenses, Londres permitió que el CSS Alabama construido por los británicos dejara el puerto y se convirtiera en un asaltante comercial bajo la bandera naval de la Confederación. La guerra terminó en 1865; el arbitraje resolvió la cuestión en 1871, con un pago de $ 15,5 millones en oro por los daños causados.
En enero de 1863, Lincoln emitió la Proclamación de Emancipación, que fue fuertemente apoyada por elementos liberales en Gran Bretaña. El gobierno británico predijo que la emancipación de los esclavos crearía una guerra racial, y que la intervención podría ser necesaria por motivos humanitarios. No hubo guerra racial, y la disminución de las capacidades de la Confederación, como la pérdida de los principales puertos y ríos, hizo que las probabilidades de éxito fueran cada vez menores.

### Finales delsigloXIX

#### Canadá
Las relaciones fueron frías durante la década de 1860, ya que los estadounidenses se ofendieron por los papeles británicos y canadienses durante la Guerra Civil. Después de la guerra, las autoridades estadounidenses miraron para otro lado mientras los "fenianos" católicos irlandeses tramaban e incluso intentaban una invasión de Canadá para crear presión para una Irlanda independiente. El movimiento fenianos se derrumbó por su propia incompetencia. Los políticos irlandeses, un poder creciente en el Partido Demócrata, exigieron más independencia para Irlanda e hicieron una retórica antibritánica, llamada "torcer la cola del león", un elemento básico de la campaña electoral que apela al voto irlandés.
El arbitraje de los Reclamos de Alabama en 1872 proporcionó una reconciliación satisfactoria; Los británicos pagaron a los Estados Unidos $ 15,5 millones por el daño económico causado por los buques de guerra confederados comprados. Canadá nunca pudo defenderse, de modo que los británicos decidieron reducir sus pérdidas y eliminar el riesgo de un conflicto con los Estados Unidos. El primer ministerio de William Gladstone se retiró de todas sus responsabilidades históricas militares y políticas en América del Norte. Trajo a casa a sus tropas (manteniendo a Halifax como una base naval del Atlántico), y entregó la responsabilidad a los locales. Eso hizo sabio en 1867 unificar las colonias canadienses separadas en una confederación autónoma llamada "Dominio de Canadá".

#### Libre comercio
Gran Bretaña persistió en su política de libre comercio, incluso cuando sus principales rivales, los Estados Unidos y Alemania, recurrieron a los aranceles altos (como lo hizo Canadá). La industria pesada estadounidense creció más rápido que Gran Bretaña, y en la década de 1890 estaba desplazando a la maquinaria británica y otros productos fuera del mercado mundial.  Londres, sin embargo, siguió siendo el centro financiero mundial, a pesar de que gran parte de su inversión estaba dirigida a los ferrocarriles estadounidenses. Los estadounidenses se quedaron muy por detrás de los británicos en el transporte marítimo internacional y el seguro.
La "invasión" económica estadounidense del mercado interno británico exigió una respuesta. Las tarifas, aunque cada vez más consideradas, no se impusieron hasta la década de 1930. Por lo tanto, los empresarios británicos se vieron obligados a perder su mercado o, de lo contrario, a repensar y modernizar sus operaciones. La industria de botas y calzado enfrentó crecientes importaciones de calzado estadounidense; Los estadounidenses tomaron el mercado de la maquinaria de zapatos. Las empresas británicas se dieron cuenta de que tenían que enfrentarse a la competencia, por lo que volvieron a examinar sus métodos tradicionales de trabajo, utilización de mano de obra y relaciones laborales, y reconsideraron cómo comercializar el calzado en función de la demanda de moda.

### Disputas fronterizas de Venezuela y Alaska

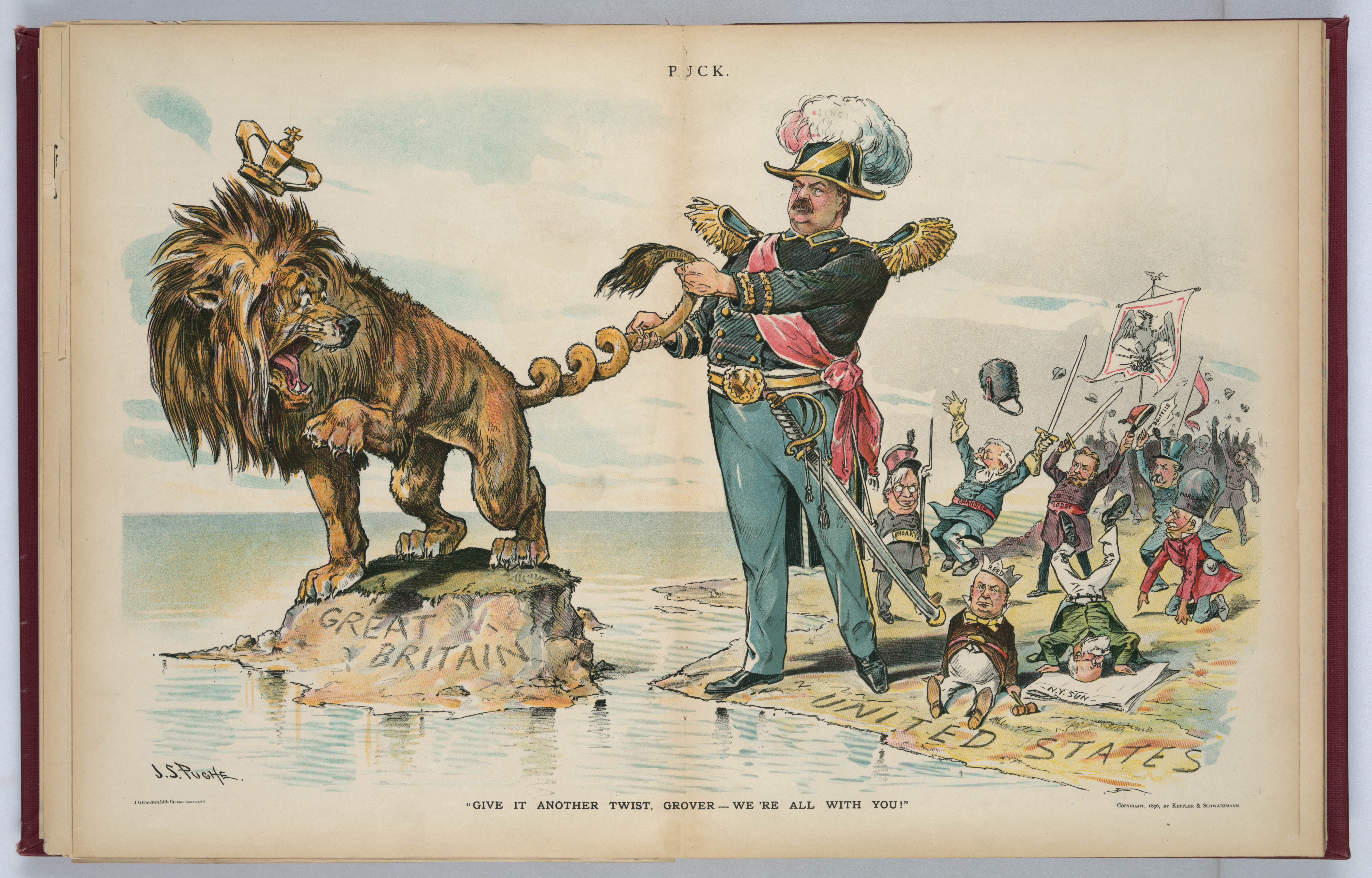
El presidente Cleveland tuerce la cola del León británico con respecto a Venezuela, una política aclamada por los católicos irlandeses en Estados Unidos; caricatura en Puck por J.S. Pughe, 1895.

En 1895 estalló la Crisis de Venezuela con los Estados Unidos. Una disputa fronteriza entre la Guayana británica y Venezuela causó una gran crisis angloamericana cuando Estados Unidos intervino para ponerse del lado de Venezuela. La propaganda patrocinada por Venezuela convenció a la opinión pública estadounidense de que los británicos estaban infringiendo el territorio de Venezuela. Estados Unidos exigió una explicación y el primer ministro Salisbury se negó. La crisis se agravó cuando el presidente Grover Cleveland, citando la Doctrina Monroe, emitió un ultimátum a fines de 1895. El gabinete de Salisbury lo convenció de que debía recurrir al arbitraje. Ambas partes se calmaron y el problema se resolvió rápidamente mediante un arbitraje que confirmó en gran medida la posición británica en la línea de la frontera legal. Salisbury permaneció enojado, pero se alcanzó un consenso en Londres, dirigido por Lord Landsdowne, para buscar relaciones mucho más amistosas con los Estados Unidos. Al enfrentarse a una nación latinoamericana en contra de la invasión de los británicos, los Estados Unidos mejoraron las relaciones con los latinoamericanos, y la manera cordial del procedimiento mejoró las relaciones diplomáticas con Gran Bretaña.
El Tratado de Olney-Pauncefote de 1897 fue un tratado propuesto entre los Estados Unidos y Gran Bretaña en 1897 que requería el arbitraje de disputas importantes. A pesar del amplio apoyo del público y de la élite, el tratado fue rechazado por el Senado de los Estados Unidos, que estaba celoso de sus prerrogativas y nunca entró en vigencia.
El arbitraje se utilizó para resolver la disputa sobre el límite entre Alaska y Canadá, pero los canadienses se sintieron traicionados por el resultado. La Compra de Alaska de 1867 trazó el límite entre Canadá y Alaska de manera ambigua. Con la fiebre del oro en el Yukón en 1898, los mineros tuvieron que ingresar a través de Alaska y Canadá quería que se rediseñara el límite para obtener su propio puerto marítimo. Canadá rechazó la oferta estadounidense de un contrato de arrendamiento a largo plazo en un puerto estadounidense. La cuestión se sometió al arbitraje y la disputa fronteriza de Alaska finalmente se resolvió mediante un arbitraje en 1903. La decisión favoreció a los Estados Unidos cuando el juez británico se puso del lado de los tres jueces estadounidenses en contra de los dos jueces canadienses en el panel de arbitraje. La opinión pública canadiense se indignó de que sus intereses fueran sacrificados por Londres en beneficio de la armonía británico-estadounidense.

### El Gran Acercamiento

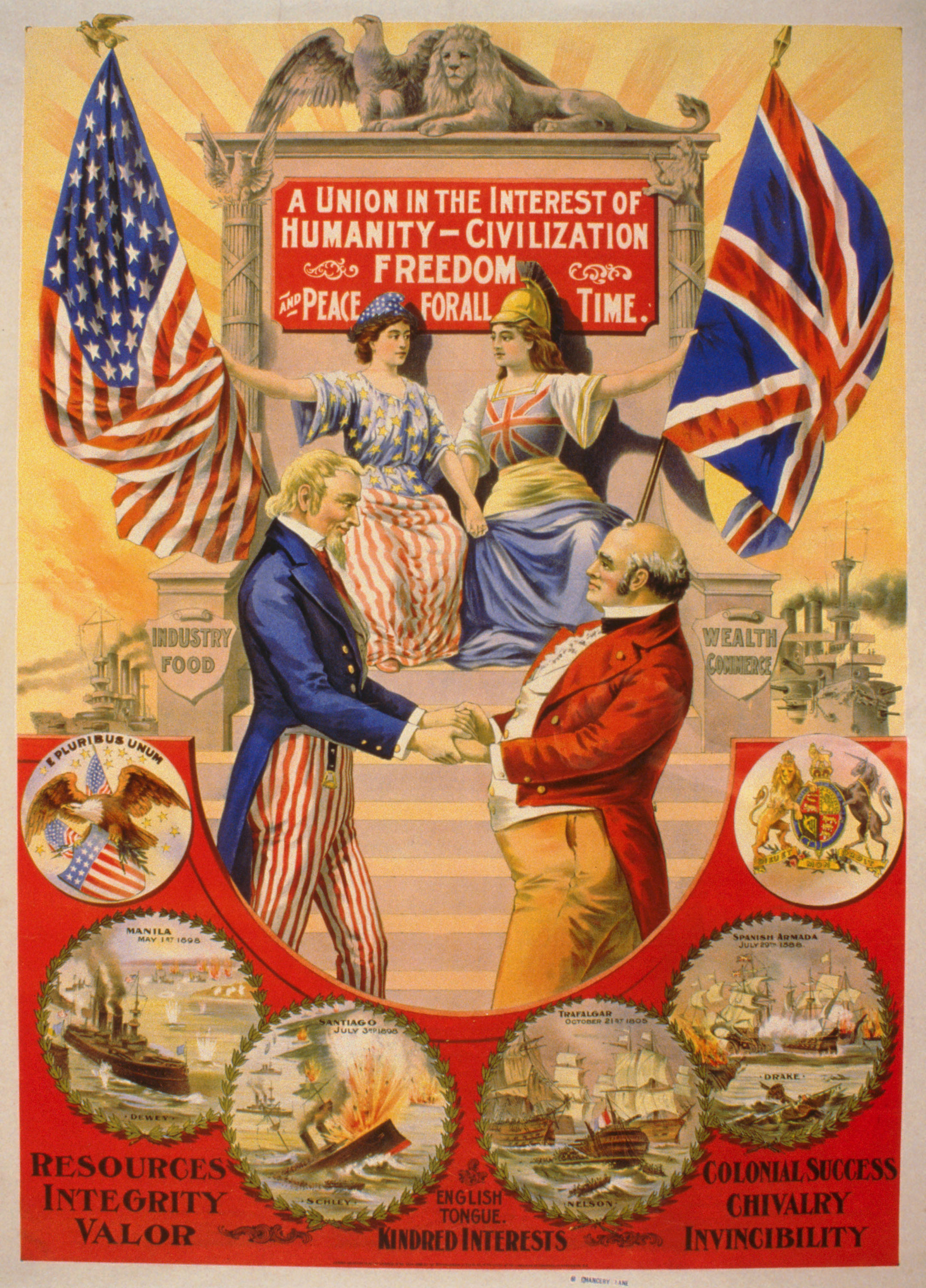
Esta representación de 1898 del Gran Acercamiento muestra a Tío Sam abrazando a John Bull, mientras que Columbia y Britannia se sientan juntos y se dan la mano.

El Gran Acercamiento es un término usado para describir la convergencia de objetivos sociales y políticos entre el Reino Unido y los Estados Unidos desde 1895 hasta que comenzó la Primera Guerra Mundial en 1914. El gran elemento católico irlandés en los Estados Unidos proporcionó una base importante para las demandas de independencia de los irlandeses, y ocasionó la retórica antibritánica, especialmente en el momento de las elecciones.
La señal más notable de mejorar las relaciones durante el Gran Acercamiento fue la acción de Gran Bretaña durante la guerra hispano-estadounidense (iniciada en 1898). Inicialmente, Gran Bretaña apoyó el Imperio español y su dominio colonial sobre Cuba, ya que la amenaza percibida de la ocupación estadounidense y la adquisición territorial de Cuba por parte de los Estados Unidos podrían dañar el comercio británico y los intereses comerciales dentro de sus propias posesiones imperiales en las Indias Occidentales. Sin embargo, después de que Estados Unidos asegurara genuinamente que otorgaría la independencia de Cuba (que finalmente ocurrió en 1902 bajo los términos dictados en la Enmienda Platt), los británicos abandonaron esta política y finalmente se pusieron del lado de Estados Unidos, a diferencia de la mayoría de las demás potencias europeas que apoyaron a España. A cambio, el gobierno de los Estados Unidos apoyó a Gran Bretaña durante la Guerra Bóer, aunque muchos estadounidenses favorecieron a los Bóeres.
La victoria en la guerra entre España y Estados Unidos le había dado a Estados Unidos su propio imperio en ascenso. Este nuevo estado se demostró en 1900–01, cuando EE. UU. y Gran Bretaña, como parte de la Alianza de las Ocho Naciones, suprimieron el Levantamiento de los bóxers y mantuvieron concesiones extranjeras en la Dinastía Qing China.
El bloqueo naval de varios meses (1902-1903) impuesta contra Venezuela por Reino Unido de Gran Bretaña e Irlanda, el Imperio alemán y el Reino de Italia sobre la negativa del Presidente Cipriano Castro a pagar deudas externas y daños sufridos por ciudadanos europeos en una reciente guerra civil. Castro asumió que la Doctrina Monroe vería a EE. UU. impedir la intervención militar europea, pero en el momento en que el presidente Theodore Roosevelt consideraba que la Doctrina se refería a la toma del territorio por parte de Europa, en lugar de la intervención per se. Roosevelt también estaba preocupado por la amenaza de penetración en la región por parte de Alemania y Gran Bretaña. Debido a que Castro no se retractó bajo la presión de Estados Unidos y las reacciones de la prensa británica y estadounidense cada vez más negativas ante el asunto, el presidente Roosevelt convenció a las naciones bloqueadas acordaron un compromiso, pero mantuvo el bloqueo, durante las negociaciones sobre los detalles de la deuda a refinanciar de los Protocolos de Washington. Este incidente fue uno de los principales impulsores del Corolario Roosevelt y la subsiguiente ideología del Gran Garrote y Diplomacia del dólar en Iberoamérica.
En 1907–1909, el presidente Theodore Roosevelt envió a la "Gran Flota Blanca" en una gira internacional, para demostrar la proyección de poder de la Flota de alta mar de Estados Unidos, que se había dejado en el segundo lugar de la Royal Navy en tamaño y potencia de fuego..

### Primera Guerra Mundial

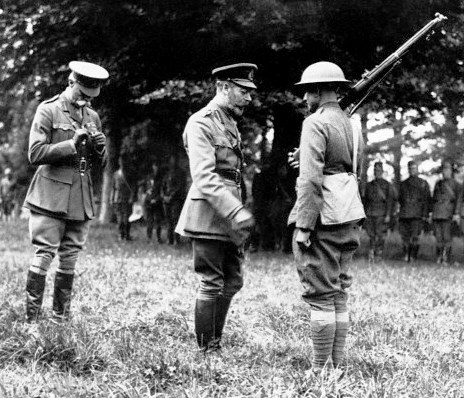
Un Doughboy estadounidense recibiendo un premio del Rey Jorge V.

Los Estados Unidos tenían una política de estricta neutralidad. Estados Unidos estaba dispuesto a exportar cualquier producto a cualquier país. Alemania no pudo importar nada debido al bloqueo británico, por lo que el comercio estadounidense fue con los aliados. Fue financiado por la venta de bonos y acciones estadounidenses propiedad de los británicos. Cuando eso se agotó, los británicos tomaron un gran préstamo de los bancos de Nueva York. Cuando ese crédito se agotó a fines de 1916, se produjo una crisis financiera en Gran Bretaña.
La opinión pública estadounidense se movió de manera constante contra Alemania, especialmente después de las atrocidades belgas en 1914 y el hundimiento de la RMS Lusitania en 1915. El elemento mayoritario en Estados Unidos de alemanes estadounidenses y los católicos irlandés exigía mantenerse al margen de la guerra, pero los estadounidenses de origen alemán estaban cada vez más marginados. Los alemanes renovaron la guerra submarina sin restricciones en 1917 sabiendo que conduciría a la guerra con los Estados Unidos. La invitación de Alemania a México para unirse en la guerra contra los Estados Unidos en el Telegrama Zimmermann fue la última gota, y los Estados Unidos declararon la guerra en abril de 1917. La Misión Balfour en abril y mayo trató de promover la cooperación entre El Reino Unido y Estados Unidos. Los estadounidenses planeaban enviar dinero, alimentos y municiones, pero pronto quedó claro que se necesitarían millones de soldados para decidir la guerra en el Frente Occidental.
Los Estados Unidos enviaron dos millones de soldados a Europa bajo el mando del General John J. Pershing, con más en camino a medida que terminaba la guerra. Muchas de las fuerzas aliadas se mostraron escépticas acerca de la competencia de la Fuerza Expedicionaria Americana, que en 1917 carecía de entrenamiento y experiencia. Para el verano de 1918, los doughboys estadounidenses estaban llegando a 10.000 por día, ya que las fuerzas alemanas se estaban reduciendo porque se habían quedado sin mano de obra.
La primera conferencia cumbre tuvo lugar en Londres a fines de 1918, entre Wilson y el primer ministro David Lloyd George. Fue mal, ya que Wilson desconfiaba de Lloyd George como intrigante, y Lloyd George se quejó de que el presidente era excesivamente moralista. Los dos trabajaron juntos en la Conferencia de Paz de París (1919), como parte de los Cuatro Grandes de la Primera Guerra Mundial. Moderaron las demandas del primer ministro francés Clemenceau para debilitar permanentemente a Alemania. Lloyd George más tarde dijo que sentarse entre ellos era como "estar sentado entre Jesucristo y Napoleón".

### Periodo de entreguerras
Para 1921, un principio fundamental de la política exterior británica era "cultivar las relaciones más cercanas con los Estados Unidos". Como resultado, Gran Bretaña decidió no renovar su alianza militar con Japón, que se estaba convirtiendo en un rival importante para los Estados Unidos en el Pacífico.
Los Estados Unidos patrocinaron una exitosa Conferencia Naval de Washington en 1922 que terminó en gran parte la carrera armamentista naval durante una década. La Primera Guerra Mundial marcó el final de la superioridad de la Royal Navy, una equiparación reconocida en el Tratado Naval de Washington de 1922, cuando Estados Unidos y Gran Bretaña acordaron igualar las cuotas de tonelaje en los buques de guerra. En 1932, el tratado de 1922 no se renovó y Gran Bretaña, Japón y los Estados Unidos estaban nuevamente en una carrera naval.
En la década de 1920, las relaciones bilaterales eran generalmente amistosas. En 1923, Londres renegoció su deuda de guerra de ₤ 978 millones con la Tesorería de Estados Unidos prometiendo pagos regulares de 34 millones de euros durante diez años y luego de 40 millones durante 52 años. La idea era que EE. UU. prestara dinero a Alemania, que a su vez pagaba reparaciones a Gran Bretaña, que a su vez pagaba sus préstamos del gobierno de EE. UU. En 1931, todos los pagos alemanes terminaron, y en 1932, Gran Bretaña suspendió sus pagos a los Estados Unidos. La deuda fue finalmente pagada después de 1945.
La Sociedad de las Naciones fue establecida, pero Wilson se negó a negociar con los partidarios republicanos de la Liga. Se opusieron a la disposición que permitía a la Liga obligar a los Estados Unidos a unirse a una guerra declarada por la Sociedad sin la aprobación del Congreso o del presidente. Fue derrotado en el senado. Los Estados Unidos nunca se unieron a la Liga, dejando a Gran Bretaña y Francia dominando la organización. En cualquier caso, tuvo muy poco efecto en temas importantes y fue reemplazado en 1945 por una ONU en la que tanto Gran Bretaña como Estados Unidos tenían poder de veto.  Major conferences, especially the Washington Conference of 1922 occurred outside League auspices. The US refused to send official delegates to League committees, instead sending unofficial "observers."
La segunda cumbre tuvo lugar entre el presidente Herbert Hoover y el primer ministro Ramsay MacDonald en los Estados Unidos en 1929. Ambos hombres estaban seriamente dedicados a la paz, y la reunión se desarrolló sin problemas en las discusiones sobre limitaciones de armas navales, y la aplicación del Pacto Briand-Kellogg de paz de 1928. Uno de los resultados fue el exitoso Tratado Naval de Londres de 1930, que continuó las limitaciones de los buques de guerra entre las principales potencias establecidas por primera vez en 1922.
Durante la Gran Depresión, que comenzó a fines de 1929, los Estados Unidos estaban preocupados por sus propios asuntos internos y su recuperación económica, apoyando una política aislacionista. Cuando EE. UU. elevó los aranceles en 1930, los británicos tomaron represalias al elevar sus aranceles contra países externos (como EE. UU.) mientras daban preferencias comerciales especiales dentro de la Commonwealth. Los Estados Unidos exigieron que estas preferencias comerciales especiales terminaran en 1946 a cambio de un gran préstamo.
El total mundial de todo el comercio se desplomó en más de dos tercios, mientras que el comercio entre Estados Unidos y Gran Bretaña se redujo de $ 848 millones en 1929 a $ 288 millones en 1932, una disminución de casi dos tercios (66%).
Cuando Gran Bretaña en 1933 convocó una [Conferencia Económica de Londres] para ayudar a resolver la depresión, el presidente Franklin D. Roosevelt lo mató al negarse a cooperar.
Las tensiones sobre la cuestión irlandesa se desvanecieron con la independencia del Estado Libre de Irlanda en 1922. Los irlandeses estadounidenses lograron su objetivo, y en 1938 su líder Joseph P. Kennedy se convirtió en embajador de la Tribunal de St. James. Se mudó a la alta sociedad de Londres y su hija se casó con la aristocracia. Kennedy apoyó la política de apaciguamiento de Neville Chamberlain hacia Alemania, y cuando comenzó la guerra, advirtió a Washington que las perspectivas de supervivencia de Gran Bretaña eran sombrías. Cuando Winston Churchill llegó al poder en 1940, Kennedy perdió toda su influencia en Londres y Washington.

### Segunda Guerra Mundial
Aunque muchos de los estadounidenses simpatizaron con Gran Bretaña durante la guerra con la Alemania nazi, hubo una oposición generalizada a la intervención estadounidense en los asuntos europeos. Esto se reflejó en una serie de Actas de neutralidad de la década de 1930 ratificada por el Congreso de los Estados Unidos en 1935, 1936 y 1937. Sin embargo, la política del Presidente Roosevelt de Cash and carry (Segunda Guerra Mundial) todavía permitió a Gran Bretaña y Francia ordenar municiones a Estados Unidos y llevarlas a casa.

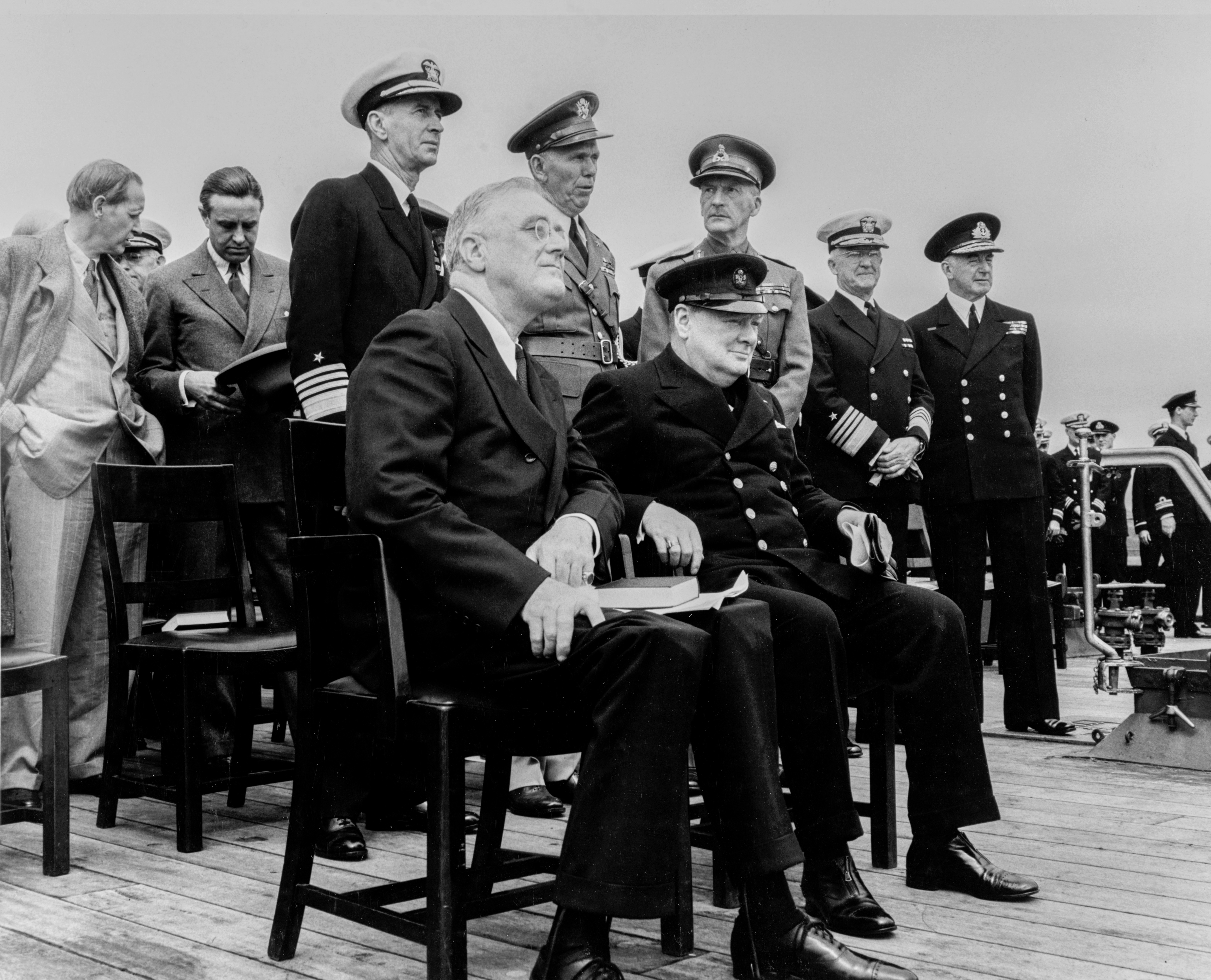
Roosevelt y Churchill redactaron la Carta del Atlántico en agosto de 1941.

Churchill, que había advertido durante mucho tiempo contra Alemania y exigió el rearme, se convirtió en primer ministro después de que la política de apaciguamiento de Chamberlain se derrumbara por completo y Gran Bretaña no pudiera revertir la invasión alemana de Noruega en abril de 1940. Después de la caída de Francia en junio de 1940, Roosevelt le dio a Gran Bretaña y (después de junio de 1941) a la Unión Soviética toda ayuda que no fuera de guerra. El Acuerdo de destructores por bases, que se firmó en septiembre de 1940, otorgó a los Estados Unidos un arrendamiento gratuito de 99 años de numerosas bases terrestres y aéreas en todo el Imperio Británico a cambio de que la Royal Navy recibiera 50 antiguos destructores de la Marina de Estados Unidos. A partir de marzo de 1941, los Estados Unidos promulgaron Lend-Lease en forma de tanques, aviones de combate, municiones, balas, alimentos y suministros médicos. Gran Bretaña recibió $ 31,4 mil millones de un total de $ 50,1 mil millones enviados a los Aliados. Roosevelt insistió en evitar el error que Wilson había cometido en la Primera Guerra Mundial de establecer la financiación como préstamos que debían ser pagados por los beneficiarios. Préstamo de ayuda de arrendamiento fue dado libremente, sin pagos. También hubo préstamos en efectivo que se pagaron a tasas bajas durante medio siglo.
Las reuniones en la cumbre se convirtieron en una práctica habitual de transporte desde agosto de 1941, cuando Churchill y Roosevelt se reunieron en territorio británico y anunciaron la Carta del Atlántico. Se convirtió en un documento fundamental (todos los aliados tenían que firmarlo) y condujo a la formación de las Naciones Unidas. Poco después de Pearl Harbor, Churchill pasó varias semanas en Washington con el personal superior elaborando una estrategia de guerra con las contrapartes estadounidenses en la Conferencia Arcadia. Establecieron los jefes de Estado Mayor Combinados para trazar y coordinar la estrategia y las operaciones. La cooperación militar fue estrecha y exitosa.
La colaboración técnica fue aún más estrecha, ya que las dos naciones compartieron secretos y armas con respecto a la Espoleta de proximidad y el radar, así como los motores de los aviones, los códigos nazis y la bomba atómica.
Millones de militares estadounidenses se asentaron en Gran Bretaña durante la guerra. A los estadounidenses se les pagaba cinco veces más que a los militares británicos comparables, lo que provocó una cierta fricción con los hombres británicos y el matrimonio con mujeres británicas.
En 1945, Gran Bretaña envió una parte de la flota británica para ayudar en la planeada invasión de Japón por Estados Unidos en octubre, pero esto se canceló cuando Japón se vio obligado a rendirse incondicionalmente en agosto.

#### India
Una tensión grave estalló sobre las demandas estadounidenses de que India obtuviera la independencia, una proposición que Churchill rechazó con vehemencia. Durante años, Roosevelt había alentado la retirada británica de la India. La posición estadounidense se basó en la oposición de principios al colonialismo, la preocupación práctica por el resultado de la guerra y la expectativa de un gran papel estadounidense en una era postcolonial. En 1942, cuando el Partido del Congreso lanzó un movimiento Quit India, las autoridades británicas arrestaron inmediatamente a decenas de miles de activistas (incluido Mahatma Gandhi). Mientras tanto, la India se convirtió en la principal base estadounidense de ayuda a China. Churchill amenazó con renunciar si Roosevelt presionaba demasiado, así que Roosevelt retrocedió.

### El Plan Marshall (1948-1952)
En la primavera de 1949, el Banco de Inglaterra emitió instrucciones a los bancos británicos que restringían la conversión de la libra esterlina para cualquier aceite que fuera comprado fuera del área de la libra esterlina. Esto fue particularmente perjudicial para la empresa estatal de petróleo de Arabia (ARAMCO) - Standard Oil of Jersey y Socony habían sido invitados a unirse a la concesión en Arabia Saudita debido a sus extensos contactos en el extranjero que ahora estaban sujetos al embargo de Londres. Gran Bretaña también comenzó trueque petróleo para el pago en especie en desafío a los acuerdos internacionales con los Estados Unidos. Gran Bretaña devaluó su moneda en septiembre de 1949 y redujo rápidamente los intercambios por dólares al restringir a las compañías petroleras afiliadas a Estados Unidos de vender petróleo en dólares en el área de la libra esterlina hasta que se hubiera vendido todo el petróleo esterlina. El desacuerdo fue especialmente grave porque los estadounidenses querían vender el petróleo que compraron a Arabia Saudita en virtud del nuevo acuerdo de concesión. Finalmente, los británicos y los estadounidenses llegaron a un acuerdo que permitía a las compañías estadounidenses vender petróleo saudí en la zona de la libra.

### Guerra Fría
A raíz de la guerra, Gran Bretaña enfrentó una crisis financiera, mientras que Estados Unidos se encontraba en medio de un auge económico. El proceso de descolonización se aceleró con la independencia que Gran Bretaña otorgó a India, Pakistán y Ceilán (ahora Sri Lanka) en 1947. El gobierno laborista, alarmado por la amenaza del comunismo en los Balcanes, imploró a los Estados Unidos que asumir el papel británico en Grecia, lo que llevó a la Doctrina Truman en 1947, con ayuda financiera y militar a Grecia y Turquía mientras Gran Bretaña se retiraba de la región.
Los EE. UU. Proporcionaron ayuda financiera en forma del préstamo angloamericano de 1946, un préstamo a 50 años con una tasa de interés baja del 2% a partir de 1950. Una solución más permanente fue el Plan Marshall de 1948–51, que vertió $ 13 mil millones en Europa Occidental, de los cuales $ 3,3 mil millones fueron a Gran Bretaña para modernizar su infraestructura y sus prácticas comerciales. La ayuda fue un regalo y requisitos exigidos para que Gran Bretaña equilibre su presupuesto, controle las tarifas y mantenga las reservas de divisas adecuadas.
La necesidad de formar un frente unido contra la amenaza soviética obligó a los Estados Unidos y Gran Bretaña a cooperar para ayudar a formar la Organización del Tratado del Atlántico Norte con sus aliados europeos. La OTAN es una alianza de defensa mutua por la cual un ataque a un país miembro se considera un ataque a todos los miembros.
Los Estados Unidos tuvieron una postura anticolonial y anticomunista en su política exterior a lo largo de la Guerra Fría. Las fuerzas militares de los Estados Unidos y el Reino Unido participaron activamente en la guerra de Corea, luchando bajo un mandato de las Naciones Unidas. Las fuerzas militares se retiraron cuando se implementó un punto muerto en 1953. Cuando la crisis de Suez estalló en octubre de 1956, Estados Unidos temió una guerra más amplia, después de que la Unión Soviética amenazara con intervenir El lado egipcio. Así, los Estados Unidos aplicaron el sostenido pressure to encourage and ultimately force the United Kingdom, Israel y Francia para acabar con su invasión de Egipto. La deuda de la posguerra británica era tan grande que las sanciones económicas podrían haber causado una devaluación de la libra esterlina. Esto era algo que el gobierno del Reino Unido tenía la intención de evitar a toda costa, y cuando quedó claro que las sanciones internacionales eran graves, los británicos y sus aliados franceses retiraron sus fuerzas de vuelta a las posiciones anteriores a la guerra. El año siguiente vio la renuncia de Sir Anthony Eden.
La cooperación angloamericana durante la presidencia de Eisenhower fue problemática, y en 1956 se acercó a un desglose completo que representó el punto más bajo en las relaciones entre los dos países desde la década de 1920.

### Años 1960
A través del Acuerdo de defensa mutua entre los Estados Unidos y el Reino Unido de 1958, Estados Unidos ayudó a Reino Unido en su propio desarrollo de un arsenal nuclear. Los británicos, sin embargo, no pudieron desarrollar sus propios sistemas de distribución de armas nucleares. En abril de 1963, el Acuerdo de venta de Polaris solicitó a EE. UU. que vendieran el misil balístico UGM-27 Polaris para su uso en la flota submarina de la Marina Real a partir de 1968.
La política de contención estadounidense exigía la resistencia militar a la expansión del comunismo, y Vietnam se convirtió en el principal campo de batalla en la década de 1950 hasta la victoria comunista en 1975. Harold Wilson, el primer ministro (1964-1970) creía en una fuerte «relación especial» y quería destacar sus relaciones con la Casa Blanca para fortalecer su propio prestigio como estadista. Al presidente Lyndon Johnson no le gustaba Wilson e ignoraba cualquier relación "especial". Aceptó proporcionar ayuda financiera, pero se opuso firmemente a los planes británicos de devaluar la libra y retirar las unidades militares al este de Suez. Vietnam fue el punto delicado. A medida que la participación militar estadounidense se profundizó después de 1964, Johnson solicitó repetidamente que las unidades de tierra británicas validaran el apoyo internacional para la intervención estadounidense. Wilson nunca envió tropas, pero sí proporcionó ayuda con inteligencia y entrenamiento en guerra en la jungla, así como apoyo verbal. También tomó la iniciativa al intentar numerosos esquemas de mediación, que típicamente involucraban la intervención rusa, ninguno de los cuales ganó terreno. La política de Wilson dividió el partido laborista; La oposición conservadora generalmente apoyó la posición estadounidense sobre Vietnam. Los asuntos de política exterior rara vez sobresalían en las elecciones generales.  Wilson y Johnson también difirieron fuertemente en la debilidad económica británica y su estado en declive como potencia mundial. El historiador Jonathan Colman concluye que hizo la relación "especial" más insatisfactoria en el siglo XX.

### Años 1970
Edward Heath (Primer ministro 1970-74) y Richard Nixon (Presidente 1969-74) mantuvieron una estrecha relación. Heath se desvió de sus predecesores al apoyar la decisión de Nixon de bombardear Hanói y Haiphong en Vietnam en abril de 1972. Sin embargo, las relaciones se deterioraron notablemente a principios de los años setenta. A lo largo de su liderazgo, Heath insistió en usar la frase «relación natural» en lugar de «relación especial» para referirse a las relaciones angloamericanas, reconociendo las similitudes históricas y culturales, pero negando cuidadosamente cualquier cosa especial más allá de eso. Heath estaba decidido a restablecer una medida de igualdad en las relaciones angloamericanas que Estados Unidos había dominado cada vez más a medida que el poder y la economía del Reino Unido se debilitaban en la era postcolonial.
El impulso renovado de Heath por la admisión británica a la Comunidad Económica Europea (CEE) provocó nuevas tensiones entre el Reino Unido y los Estados Unidos. El presidente francés Charles De Gaulle, quien creía que la entrada británica permitiría una influencia estadounidense indebida en la organización, había vetado intentos previos de entrada británicos. La oferta final de Heath se benefició de las opiniones más moderadas de Georges Pompidou, el sucesor de De Gaulle como presidente de Francia, y su propio calendario eurocéntrico de política exterior. La administración de Richard Nixon vio esta oferta como un pivote lejos de los estrechos vínculos con los Estados Unidos a favor de Europa continental. Después de la admisión de Gran Bretaña a la CEE en 1973, Heath confirmó esta interpretación notificando a sus homólogos estadounidenses que el Reino Unido en adelante formularía políticas europeas con otros miembros de la CEE antes de discutirlas con los Estados Unidos. Además, Heath indicó que estaba dispuesto a considerar una asociación nuclear con Francia y cuestionó qué obtuvo el Reino Unido a cambio del uso estadounidense de las instalaciones militares británicas y de inteligencia en todo el mundo. A cambio, Nixon y su Secretario de Estado Henry Kissinger cortaron brevemente el grifo de inteligencia anglo-estadounidense en agosto de 1973. Kissinger luego intentó restaurar la influencia estadounidense en Europa con su abortivo plan de "Año de Europa" de 1973 para actualizar los acuerdos de la OTAN. Los miembros de la administración Heath, incluido el propio Heath en años posteriores, consideraron este anuncio con burla.
En 1973, los funcionarios estadounidenses y británicos no estuvieron de acuerdo en su manejo de la guerra árabe-israelí guerra de Yom Kipur. Mientras que la administración de Nixon incrementó inmediatamente la ayuda militar a Israel, Heath mantuvo la neutralidad británica en el conflicto e impuso un embargo de armas británico a todos los combatientes, lo que en su mayoría obstaculizó a los israelíes al evitar que obtuvieran repuestos para sus tanque Centurion. El desacuerdo angloamericano se intensificó por la decisión unilateral de Nixon de elevar las fuerzas estadounidenses, estacionadas en las bases británicas, al estado de DEFCON 3 el 25 de octubre en respuesta al colapso del alto el fuego de las Naciones Unidas. Heath rechazó la recopilación, reabastecimiento o reabastecimiento de combustible de las bases británicas en Chipre, lo que limitó en gran medida el alcance efectivo de los aviones de reconocimiento estadounidenses. A cambio, Kissinger impuso un segundo corte de inteligencia sobre este desacuerdo y algunos en la administración incluso sugirieron que Estados Unidos debería negarse a ayudar en la actualización de misiles británicos al sistema Polaris. Las tensiones entre Estados Unidos y el Reino Unido se relajaron cuando entró en vigor el segundo alto el fuego. El regreso de Wilson al poder en 1974 ayudó a devolver las relaciones angloamericanas a la normalidad.
El 23 de julio de 1977, funcionarios del Reino Unido y los Estados Unidos renegociaron el anterior Acuerdo Bermuda I y firmaron el Acuerdo Bermuda II según el cual solo cuatro aerolíneas, dos del Reino Unido y dos del Reino Unido. En Estados Unidos, se les permitió operar vuelos entre Aeropuerto de Londres Heathrow y "ciudades de entrada" específicas en los Estados Unidos. El Acuerdo de Bermudas II estuvo vigente durante casi 30 años hasta que finalmente fue reemplazado por el Acuerdo de cielos abiertos UE-EE. UU., Que se firmó el 30 de abril de 2007 y entró en vigencia el 30 de marzo de 2008.

### Años 1980

Ronald Reagan con una aliada cercana y amiga personal Margaret Thatcher en noviembre de 1986.

A lo largo de la década de 1980, Margaret Thatcher apoyó firmemente la postura inquebrantable de Ronald Reagan hacia la Unión Soviética. A menudo descritos como «almas gemelas políticas» y un punto culminante en la «relación especial», Reagan y Thatcher se reunieron muchas veces a lo largo de sus carreras políticas, hablando en concierto cuando se enfrentaban al Premier soviético Mijaíl Gorbachov.
En 1982, el gobierno británico hizo una solicitud a los Estados Unidos, que los Estados acordaron en principio, de vender el Trident II D5 balistic, el equipo asociado y el soporte del sistema relacionado para su uso. en cuatro clase Vanguard submarinos nucleares en la Royal Navy. El misil balístico Trident II D5 reemplazó el uso anterior del Reino Unido del misil balístico UGM-27 Polaris, a partir de los años noventa.
En la guerra de las Malvinas en 1982, los Estados Unidos inicialmente intentaron mediar entre el Reino Unido y la Argentina, pero terminaron apoyando la contrainvasión del Reino Unido. Los EE. UU. suministraron a las Fuerzas Armadas británicas equipo y apoyo logístico.
En octubre de 1983, Estados Unidos y una coalición de naciones caribeñas emprendieron Operación Furia Urgente, nombre en clave para la invasión de Mancomunidad de Naciones a la nación isleña de Granada. Un sangriento golpe de estado había invadido Granada, y los países vecinos de la región pidieron a Estados Unidos que interviniera militarmente, lo que hizo con éxito a pesar de haber asegurado a un Gobierno británico profundamente resentido.
El 15 de abril de 1986, el ejército de los Estados Unidos lanzó Operación El Dorado Canyon desde las bases aéreas de la RAF en Inglaterra. Thatcher le permitió a Reagan usar las estaciones de la Fuerza Aérea Real para su bombardeo de Trípoli y Benghazi en Libia. Fue un contraataque de los Estados Unidos en respuesta a la exportación de Muammar Gaddafi del terrorismo patrocinado por el estado dirigido a civiles y militares estadounidenses estacionados en Berlín.
El 21 de diciembre de 1988, Vuelo 103 de Pan American Worldways desde el Aeropuerto de Londres Heathrow al Aeropuerto Internacional JFK explotó sobre la ciudad de Lockerbie, Escocia, matando a 169 estadounidenses y 40 británicos a bordo. El motivo que generalmente se atribuye a Libia se remonta a una serie de enfrentamientos militares con la Marina de los Estados Unidos en la década de 1980 en el Golfo de Sidra, cuya totalidad Libia reclamó como sus aguas territoriales . A pesar de un veredicto de culpabilidad el 31 de enero de 2001 por el Tribunal Superior de Justicia de Escocia que falló contra Abdelbaset al-Megrahi, el atacante, acusado de asesinato y conspiración para cometer asesinato, Libia nunca admitió formalmente llevar a cabo el bombardeo de 1988 sobre Escocia hasta el 2003.
Durante la Guerra soviético-afgana, los Estados Unidos y el Reino Unido proporcionaron armas a los rebeldes [mujahideen] en Afganistán durante todo el decenio de 1980 hasta que las últimas tropas de la Unión Soviética abandonaron Afganistán en febrero de 1989.

### Post-Guerra Fría
Cuando los Estados Unidos se convirtieron en la única superpotencia del mundo después de la disolución de la Unión Soviética, surgieron nuevas amenazas que enfrentaron a los Estados Unidos y sus aliados OTAN. Con la acumulación militar a partir de agosto de 1990 y el uso de la fuerza a partir de enero de 1991, los Estados Unidos, seguidos a distancia por Gran Bretaña, proporcionaron las dos fuerzas más grandes, respectivamente, para el ejército de coalición que liberó a Kuwait del régimen de Saddam Hussein durante la guerra del Golfo.
En 1997, el Partido Laborista Británico fue elegido para el cargo por primera vez en dieciocho años. El nuevo primer ministro, Tony Blair, y Bill Clinton usaron la expresión "Tercera vía" para describir sus ideologías de centro-izquierda. En agosto de 1997, el pueblo estadounidense expresó su solidaridad con el pueblo británico, compartiendo su dolor y su sensación de conmoción por la muerte de Diana, Princesa de Gales, quien falleció en un accidente automovilístico en París, Francia.
A lo largo de 1998 y 1999, Estados Unidos y Gran Bretaña enviaron tropas para imponer la paz durante la guerra de Kosovo.

### Guerra contra el terrorismo y guerra de Irak

Tony Blair y George W. Bush vistos dándose las manos después de una conferencia de prensa en la Sala Este de Casa Blanca el 12 de noviembre de 2004.

67 británicos se encontraban entre las 2,977 víctimas asesinadas durante los ataques terroristas en el World Trade Center en Nueva York, el Pentágono en Condado de Arlington (Virginia), y en un campo abierto cerca de Shanksville (Pensilvania), el 11 de septiembre de 2001, que fueron orquestados por al-Qaeda. Después de los ataques del 11 de septiembre de 2001, hubo un enorme derramamiento de simpatía del Reino Unido por el pueblo estadounidense, y Tony Blair fue uno de los partidarios internacionales más fuertes de George W. Bush para llevar a al-Qaeda y a los Talibanes ante la justicia. De hecho, Blair se convirtió en el portavoz más articulado. Fue el único líder extranjero que asistió a una sesión conjunta de emergencia del Congreso convocada inmediatamente después de los ataques (y sigue siendo el único líder extranjero que asistió a esa sesión), donde recibió dos ovaciones permanentes de los miembros del Congreso. Durante esta sesión del Congreso, el presidente George W. Bush declaró de manera práctica que "Estados Unidos no tiene un amigo más verdadero que Gran Bretaña".
Los Estados Unidos declararon una Guerra contra el terrorismo después de los ataques. Las fuerzas británicas participaron en la Guerra en Afganistán de la OTAN. Blair tomó la iniciativa (contra la oposición de Francia, Canadá, Alemania, China y Rusia) al defender la invasión de Irak en 2003. Una vez más, Gran Bretaña fue el segundo después de los Estados Unidos en enviar fuerzas a Irak. Ambas partes terminaron después de 2009, y retiraron sus últimas tropas en 2011. El presidente Bush y el primer ministro Blair brindaron apoyo político y diplomático mutuo y ganaron votos en el Congreso y el Parlamento contra sus críticos en casa. Durante este período, el Secretario de Estado Donald Rumsfeld dijo que "Estados Unidos no tiene un mejor aliado que el Reino Unido".
Los atentados del 7 de julio de 2005 en Londres destacaron la diferencia en la naturaleza de la amenaza terrorista para ambas naciones. Los Estados Unidos se concentraron principalmente en enemigos globales, como la red al-Qaeda y otros extremistas islámicos de Medio Oriente. Los bombardeos de Londres fueron llevados a cabo por musulmanes extremistas de cosecha propia, y enfatizaron la amenaza del Reino Unido de la radicalización de su propio pueblo.
Para 2007, el apoyo del público británico a la guerra de Irak se había desplomado. A pesar de los índices de aprobación históricamente bajos de Tony Blair con el pueblo británico, principalmente debido a las acusaciones de inteligencia gubernamental defectuosa de que Irak posee armas de destrucción masiva, su postura inquebrantable e inquebrantable para la alianza británica con los Estados Unidos se puede resumir en sus propias palabras Dijo: "Debemos seguir siendo el aliado más cercano de los Estados Unidos ... no porque sean poderosos, sino porque compartimos sus valores". La alianza entre George W. Bush y Tony Blair dañó seriamente la posición del primer ministro en los ojos de muchos ciudadanos británicos. Tony Blair argumentó que era del interés del Reino Unido "proteger y fortalecer el vínculo" con los Estados Unidos, independientemente de quién esté en la Casa Blanca. La percepción de que la relación era desigual llevó al uso del término "Caniche-ismo" en los medios de comunicación británicos, de que Gran Bretaña y sus líderes eran perezosos para los estadounidenses.
Todos los militares británicos fueron retirados a excepción de 400 que permanecieron en Irak hasta el 31 de julio de 2009.
El 11 de junio de 2009, el territorio británico de ultramar de Bermuda aceptó a cuatro chinos uigures del centro de detención de los Estados Unidos conocido como Centro de detención de Guantánamo ubicado en el Base Naval de la Bahía de Guantánamo en Cuba. A pedido del gobierno de los Estados Unidos, los funcionarios de las Bermudas acordaron hospedar a Khaleel Mamut, Hozaifa Parhat, Salahidin Abdulahat y Abdullah Abdulqadirakhun como trabajadores invitados en Bermudas que hayan cumplido siete años. Hace tiempo, todos fueron capturados por cazarrecompensas paquistaníes durante la invasión de Afganistán liderada por Estados Unidos en octubre de 2001. Esta decisión acordada por los funcionarios estadounidenses y de las Bermudas provocó una considerable consternación y desprecio por parte de la Oficina de Relaciones Exteriores y del Commonwealth tal como se vio por parte de los funcionarios británicos en Londres que debieron haber sido consultados sobre si la decisión de aceptar a cuatro uigures chinos era un problema de seguridad y extranjero sobre el cual el gobierno de Bermuda no tiene responsabilidad delegada.

### Lanzamiento de Abdelbaset al-Megrahi
El 20 de agosto de 2009, el gobierno escocés encabezado por Alex Salmond anunció que liberaría a Abdelbaset al-Megrahi por motivos médicos. Fue la única persona condenada por el complot terrorista que mató a 169 estadounidenses y 40 británicos en Vuelo 103 de Pan American Worldways sobre la ciudad de Lockerbie, Escocia, el 21 de diciembre de 1988. fue condenado a cadena perpetua en prisión en 2001, pero fue liberado luego de ser diagnosticado con cáncer terminal, con aproximadamente tres meses de vida. Los estadounidenses dijeron que la decisión no fue compasiva e insensible a la memoria de las víctimas del atentado de Lockerbie en 1988. El presidente Barack Obama dijo que la decisión era "altamente objetable". El embajador de los Estados Unidos Louis Susman dijo que aunque la decisión tomada por Escocia de liberar a Abdelbaset al-Megrahi era vista por los Estados Unidos como algo muy lamentable, las relaciones con el Reino Unido permanecerían totalmente intactas y sólidas. El gobierno británico liderado por Gordon Brown no participó en el lanzamiento y Gordon Brown declaró en una conferencia de prensa que no habían jugado ningún papel en la decisión. Abdelbaset al-Megrahi murió el 20 de mayo de 2012 a la edad de 60 años.

### Derrame de petróleo delDeepwater Horizon
En abril de 2010, la explosión, el hundimiento y el derrame de petróleo resultante de la plataforma de perforación  Deepwater Horizon  condujeron a la fricción diplomática y al populista sentimiento antibritánico, a pesar de que la plataforma fue propiedad y operada por la compañía suiza Transocean y el trabajo de cemento realizado por la compañía estadounidense Halliburton. Los comentaristas se refirieron a "British Petroleum" a pesar de que la compañía había sido conocida como "BP" desde 1998. Los políticos del Reino Unido expresaron su preocupación por la retórica antibritánica en los Estados Unidos. El CEO de BP Tony Hayward fue llamado "el hombre más odiado en Estados Unidos". Por el contrario, la demonización pública generalizada de BP y los efectos sobre la compañía y su imagen, junto con las declaraciones de Obama con respecto a BP causaron un grado de sentimiento antiestadounidense en el Reino Unido. Esto fue particularmente evidenciado por los comentarios del Secretario de Negocios Vince Cable, quien dijo que "está claro que parte de la retórica en los Estados Unidos es extrema e inútil", por razones de los fondos de pensiones británicos, la pérdida de ingresos para el HM Treasury y el efecto adverso que la retórica estaba teniendo sobre el precio de las acciones de una de las compañías más grandes del Reino Unido. La reunión entre Barack Obama y David Cameron en julio ayudó en cierta medida a las relaciones diplomáticas tensas, y el presidente Obama declaró que existe una "relación verdaderamente especial" entre los dos países. El grado en que las hostilidades antibritánicas o antiamericanas continúan existiendo, aún está por verse.

### Estatus actual

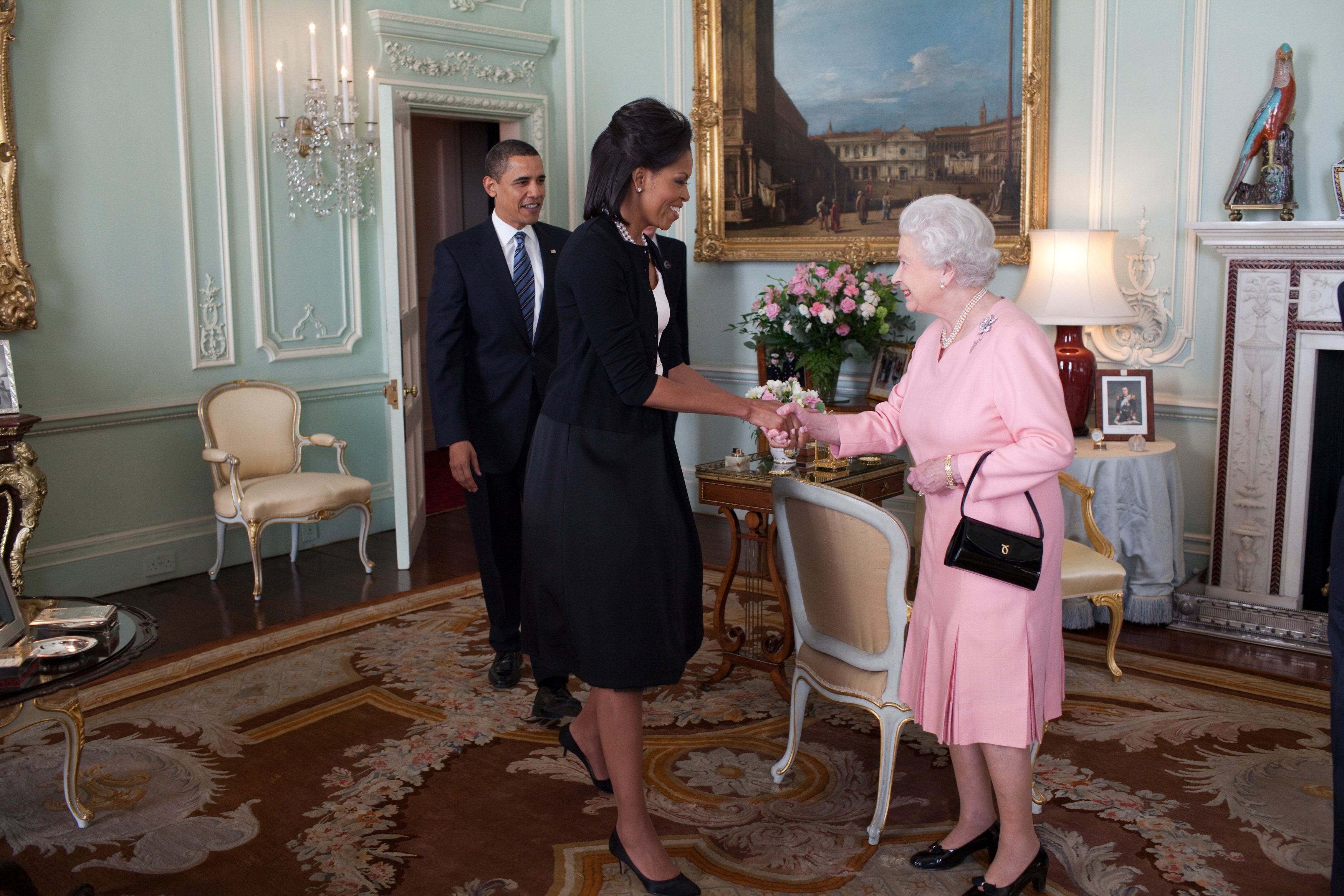
La Reina Isabel II de Inglaterra dio la bienvenida al presidente Barack Obama y a la primera dama Michelle Obama al Palacio de Buckingham el 1 de abril de 2009.

La política británica es que la relación con los Estados Unidos representa la "relación bilateral más importante" del Reino Unido en el mundo. La secretaria de Estado de los Estados Unidos Hillary Clinton rindió homenaje a la relación en febrero de 2009 diciendo: «Se mantiene como la mejor de la historia».

#### Administración Obama
El 3 de marzo de 2009, Gordon Brown realizó su primera visita a la Casa Blanca de Obama. Durante su visita, le entregó al presidente un regalo en forma de un bolígrafo tallado en HMS Gannet, que sirvió en misiones contra la esclavitud en la costa de África. El regalo de Barack Obama al primer ministro fue una caja de 25 DVD con películas que incluían Star Wars y ET. La esposa del primer ministro, Sarah Jane Brown, dio a las hijas de Obama, Sasha y Malia, dos vestidos del minorista de ropa británico Topshop y algunos libros inéditos que no han llegado a los Estados Unidos. Michelle Obama dio a los hijos del primer ministro dos Marine One helicópteros de juguete. Durante esta visita a los Estados Unidos, Gordon Brown se dirigió a una sesión conjunta del Congreso de los Estados Unidos, un privilegio que rara vez se otorga a los jefes de gobierno extranjeros.
En marzo de 2009, una encuesta Gallup de estadounidenses mostró que el 36% identificó a Gran Bretaña como el "aliado más valioso" de su país, seguido de Canadá, Japón, Israel y Alemania que completan los cinco primeros. La encuesta también indicó que el 89 % de los estadounidenses ve el Reino Unido favorablemente, superado solo por Canadá con el 90%. Según el Pew Research Center, una encuesta global realizada en julio de 2009 reveló que el 70% de los británicos que respondieron tenían una opinión favorable de los Estados Unidos.
En 2010, Obama declaró que "Estados Unidos no tiene un amigo y aliado más cercanos que el Reino Unido, y reiteré mi compromiso profundo y personal con la relación especial entre nuestros dos países".

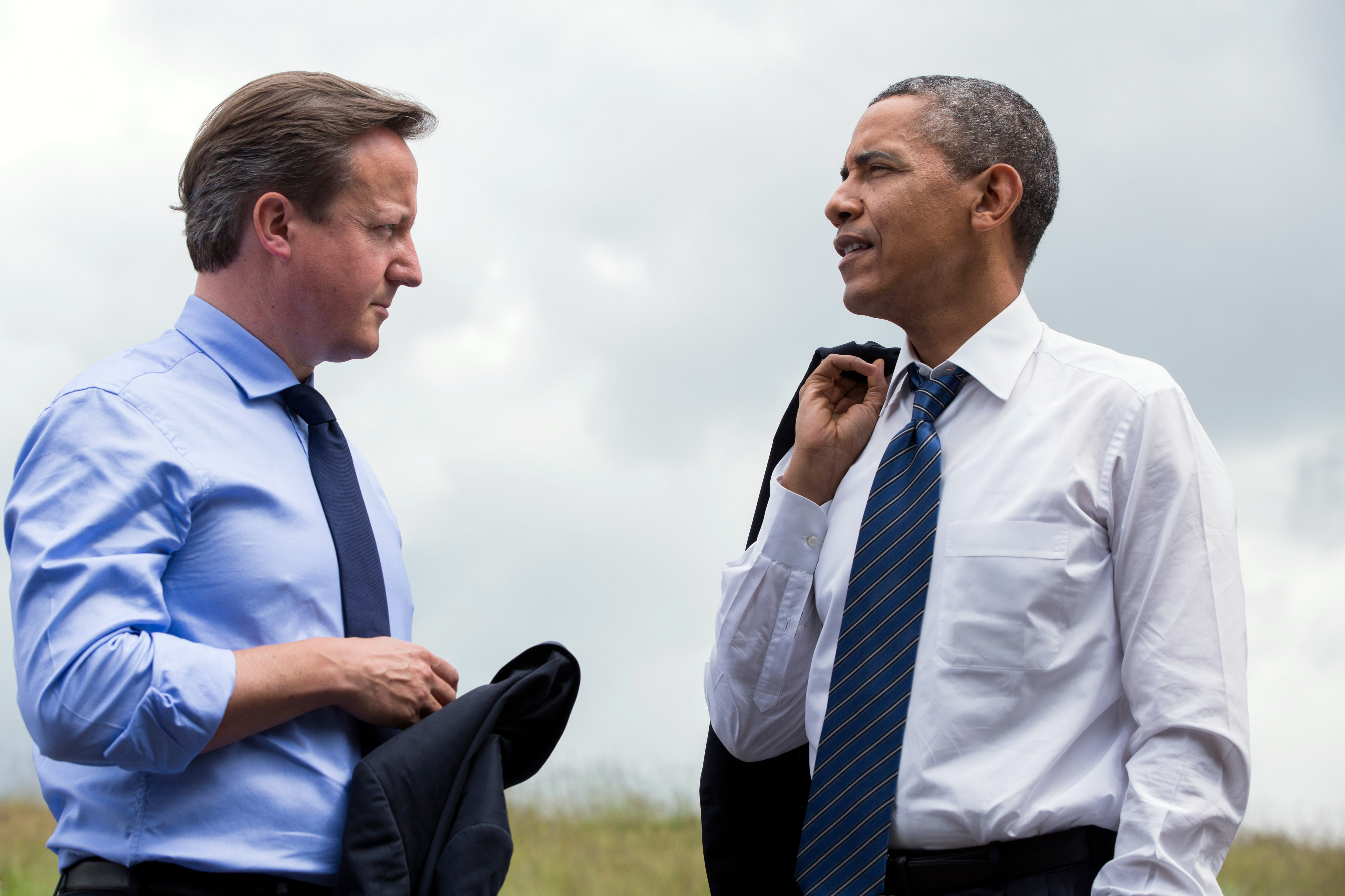
El primer ministro David Cameron y el presidente Barack Obama hablan durante la 39.ª Cumbre del G8 en junio de 2013.

En febrero de 2011,  The Daily Telegraph, basado en la evidencia de WikiLeaks, informó que Estados Unidos había ofrecido información confidencial sobre el arsenal nuclear británico de Trident (cuyos sistemas de entrega de misiles se fabrican y mantienen en los Estados Unidos) a la Federación de Rusia como parte de un acuerdo para alentar a Rusia a ratificar el Nuevo Tratado de INICIO. El profesor Malcolm Chalmers del Instituto de Servicios de Defensa y Seguridad de los Estados Unidos Reales especuló que los números de serie podrían socavar la política de no verificación de Gran Bretaña al proporcionar a Rusia "otro punto de datos para medir el tamaño del arsenal británico".
El 25 de mayo de 2011, durante su visita oficial al Reino Unido, Obama reafirmó la relación entre el Reino Unido y los Estados Unidos de América en un discurso ante el Parlamento en Westminster Hall. Entre otros puntos, Obama declaró: «He venido aquí hoy para reafirmar una de las más antiguas; una de las alianzas más sólidas que el mundo ha conocido. Hace mucho que se dice que Estados Unidos y el Reino Unido comparten una relación especial».
En los últimos días antes del referéndum de independencia escocés en septiembre de 2014, Obama anunció en público el interés personal de los Estados Unidos de América en disfrutar de la asociación continua con un Reino Unido 'fuerte y unido' que describió como "uno de Los aliados más cercanos que jamás tendremos ".
Durante una conferencia de prensa conjunta con la primera ministra, Theresa May, Obama declaró que "la conclusión es que no tenemos un socio más fuerte en ninguna parte del mundo que el Reino Unido".

#### Administración Trump

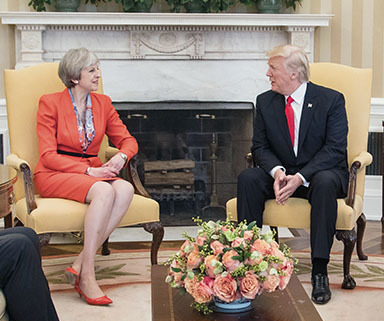
La primera ministra Theresa May y el presidente Donald Trump en la Casa Blanca el 27 de enero de 2017.

El presidente Donald Trump y el primer ministro británico Boris Johnson continúan la relación especial entre Reino Unido y Estados Unidos. En 2017, la ex primera ministra Theresa May fue la primera líder extranjera que Trump recibió en Washington después de asumir el cargo y el Partido de la Independencia del Reino Unido Nigel Farage fue el primer político extranjero al que se reunió Trump después de ganar las Elecciones presidenciales de Estados Unidos de 2016, cuando aún era Presidente electo de Estados Unidos. Sin embargo, Trump fue objeto de protestas populares en Gran Bretaña incluso antes de asumir el cargo, particularmente debido a sus propuestas contra la inmigración y la percepción de racismo. Durante su presidencia hubo protestas cuando se inauguró, cuando anunció su primera prohibición de inmigración a los ciudadanos de ciertos países musulmanes, y cuando dijo que reconocería a Jerusalén como la capital de Israel.
El 4 de junio de 2017, Trump respondió a un ataque terrorista al puente de Londres atacando al alcalde de Londres Sadiq Khan por decir que "no había razón para alarmarse". Los comentarios fueron condenados por Khan, quien declaró que sus comentarios fueron deliberadamente tomados fuera de contexto porque se refería a una mayor presencia policial en los días posteriores al ataque, lo que no debería alarmar al público. Trump también sugirió que "debemos dejar de ser políticamente correctos y dedicarnos al negocio de la seguridad para nuestra gente".
El 29 de noviembre de 2017, Trump retuiteó tres videos publicados por Jayda Fransen, subdirectora del partido nacionalista de extrema derecha Britain First. Uno de los videos, titulado 'Un inmigrante musulmán golpea a un niño holandés con muletas', fue desacreditado posteriormente por la embajada holandesa en los Estados Unidos. El portavoz del primer ministro dijo que lo que el presidente había hecho era "incorrecto" y el secretario de Relaciones Exteriores, Boris Johnson, dijo que "el discurso de odio no tenía lugar en el Reino Unido". En respuesta, Trump tuiteó al primer ministro sugiriéndole que se preocupara por la inmigración en su propio país en lugar de a quién eligiera retuitear. La portavoz de la Casa Blanca, Sarah Sanders, dijo que el presidente intentó iniciar una conversación sobre la inmigración.

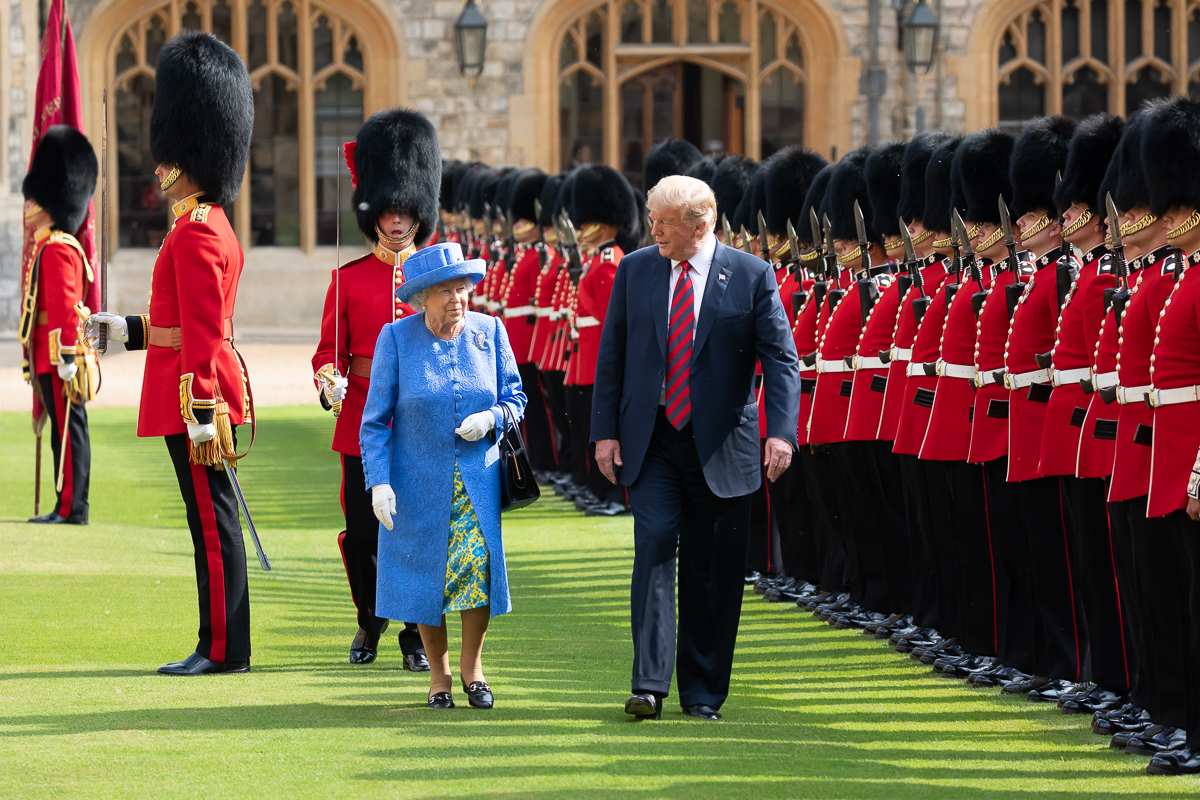
La Guardia de honor en el castillo de Windsor por la llegada de la reina Elizabeth II y el presidente Trump, julio de 2018.

May fue el primer líder extranjero en visitar a Trump después de su inauguración, y ella lo invitó a hacer una visita de regreso. Más de 1,8 millones de ciudadanos de UK firmaron una petición para rescindir la invitación, y el Parlamento debatió una resolución no vinculante a tal efecto en febrero de 2017. La visita fue planeada tentativamente para fines de febrero de 2018, e incluiría una inauguración ceremonial de la nueva embajada de Estados Unidos en Londres en Nine Elms. Sin embargo, el 11 de enero de 2018, canceló la visita y denunció a la nueva embajada en un tuit diciendo 
La razón por la que cancelé mi viaje a Londres es que no soy un gran fanático de la Administración de Obama. habiendo vendido tal vez la mejor y mejor embajada ubicada en Londres por "cacahuetes", solo para construir una nueva en un lugar fuera de juego por 1.200 millones de dólares. Mal trato. Quería que cortara la cinta-NO!
Esto fue a pesar de la razón oficial para reubicarse en la embajada debido a la seguridad, ya que el sitio Grosvenor Square no podía acomodar los requisitos para estar a una distancia de 100 pies (30,5 m) de la calle, y el hecho de que la mudanza fue decidida por el predecesor de Obama, Bush, quien aprobó la reubicación en 2008. Se especuló que la verdadera razón para cancelar la visita se debió a la impopularidad de Trump y la posibilidad de grandes protestas en su contra en Londres.
El 24 de julio de 2019, en medio de la crisis del Brexit, Boris Johnson fue nombrado como nuevo primer ministro británico tras la renuncia de Theresa May. En septiembre del mismo año, Johnson aprovecho su visita a la sesión anual de naciones unidas en Nueva York y se reunió en privado con el presidente Trump. 
En la reunión ambos líderes se elogiaron el uno al otro respectivamente. El mandatario estadounidense anunció su total respaldo al proceso de la salida del Reino Unido de la Unión Europea y anunció que las relaciones entre las dos naciones "están en su mejor momento". 

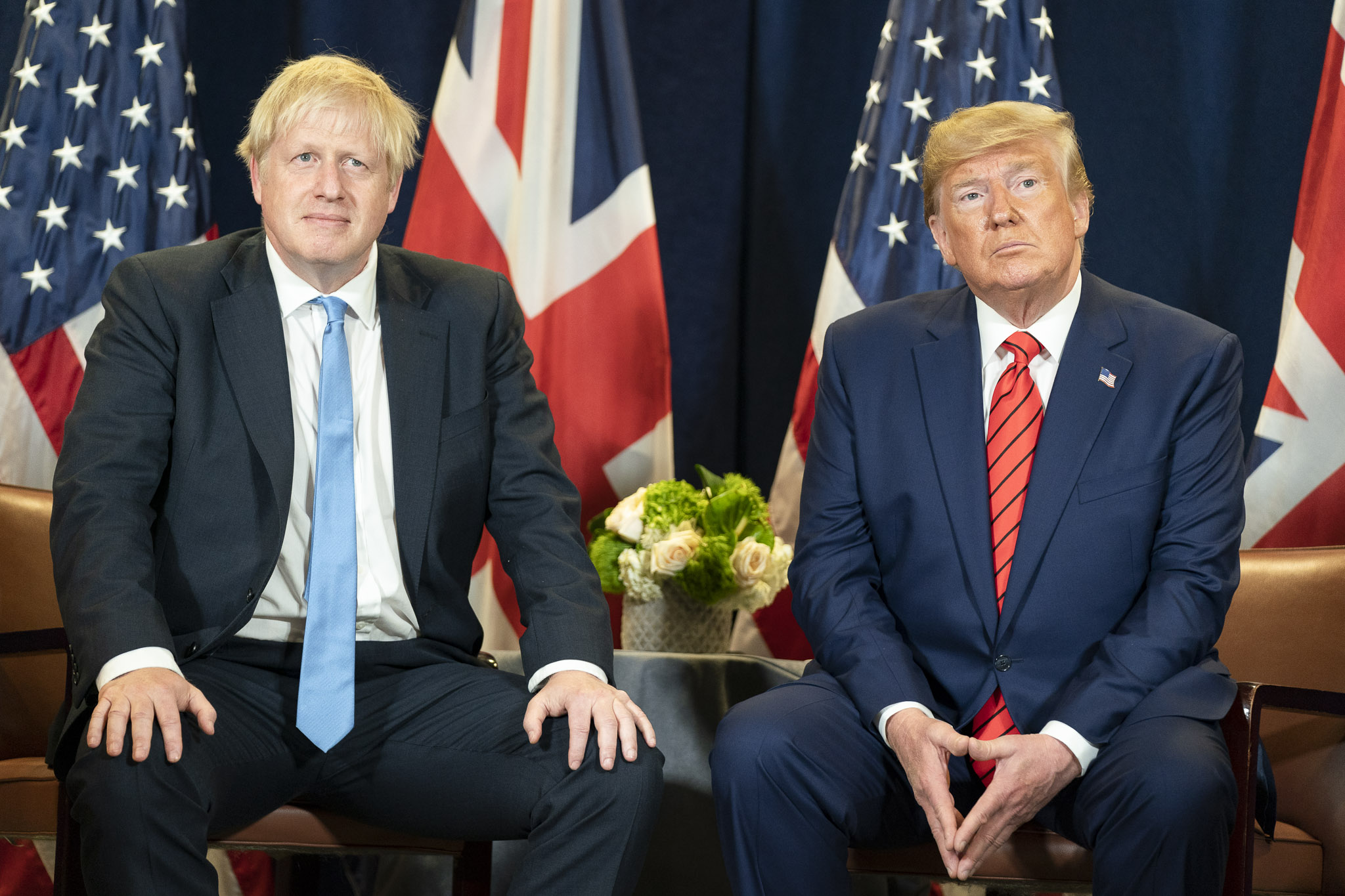
El primer ministro británico Boris Johnson y el presidente estadounidense Donald Trump en una reunión en Nueva York

## Comercio, inversión y economía
Los Estados Unidos representan el mayor mercado de exportación único del Reino Unido, comprando productos británicos por un valor de $ 57 mil millones en 2007. El comercio total de importaciones y exportaciones entre el Reino Unido y los Estados Unidos ascendió a la suma de $ 107,2 mil millones en 2007.
Los Estados Unidos y el Reino Unido comparten la asociación de inversión directa extranjera más grande del mundo. En 2005, la inversión directa estadounidense en el Reino Unido totalizó $ 324 mil millones mientras que la inversión directa británica en los Estados Unidos totalizó $ 282 mil millones.
En una conferencia de prensa que hizo varias referencias a la relación especial, el Secretario de Estado de EE. UU. John Kerry, en Londres, con el Secretario de Relaciones Exteriores del Reino Unido William Hague, dijo el 9 de septiembre de 2013,
"No sólo somos los mayores inversionistas en cada uno de nuestros países, uno al otro, sino que cada día casi un millón de personas van a trabajar en Estados Unidos para las compañías británicas que están en los Estados Unidos, al igual que más que Un millón de personas van a trabajar aquí en Gran Bretaña para las compañías estadounidenses que están aquí. Por lo tanto, estamos enormemente vinculados, obviamente. Y estamos comprometidos a hacer que las relaciones entre los EE.UU. y la UE sean factores más fuertes para nuestra prosperidad. "

## Turismo
Más de 4,5 millones de británicos visitan los Estados Unidos cada año, gastando aproximadamente $ 14 mil millones. Alrededor de 3 millones de personas de los Estados Unidos visitan el Reino Unido cada año, gastando aproximadamente $ 10 mil millones.

## Transporte

### Transporte aéreo
Las tres principales aerolíneas estadounidenses, American Airlines, United Airlines y Delta Airlines vuelan directamente entre los EE. UU. Y el Reino Unido, principalmente entre Londres y Nueva York, aunque las tres vuelan al Aeropuerto de Londres Heathrow desde varios centros, así como a otros aeropuertos importantes del Reino Unido como Aeropuerto de Mánchester y Aeropuerto de Glasgow. Además, las acciones de código de Delta con Virgin Atlantic del Reino Unido, que posee una participación del 49%. Las aerolíneas de bajo costo JetBlue y Southwest vuelan entre el Este de EE. UU. y los territorios británicos de ultramar de Bermuda y Islas Vírgenes Británicas; la aerolínea de bandera británica British Airways vuela a más de veinte destinos en Estados Unidos. También dos principales aerolíneas británicas, Thomas Cook Airlines y TUI Airways vuelan a los EE. UU., aunque principalmente a los destinos vacacionales de Florida y California. Mientras que la aerolínea de bajo costo Norwegian Air Shuttle vuela desde Gatwick, Edimburgo y Belfast a quince aeropuertos estadounidenses. Tanto American Airlines como BA son fundadores de la alianza aérea, Oneworld. BA, TUI Airways y Virgin Atlantic son los principales compradores de aviones Boeing de fabricación estadounidense.
El Aeropuerto Internacional John F. Kennedy de Nueva York es el destino internacional más popular para las personas que vuelan desde Aeropuerto de Londres Heathrow. Aproximadamente 2.802.870 personas en múltiples vuelos diarios sin escalas volaron desde Heathrow a JFK en 2008. Concorde, aerolínea supersónica de British Airways, inició el servicio transatlántico al Aeropuerto Internacional Washington Dulles en los Estados Unidos el 24 de mayo de 1976. La ruta transatlántica entre el aeropuerto londinense de Heathrow y el JFK de Nueva York en menos de 3½ horas, tuvo su primer vuelo operacional entre los dos centros el 19 de octubre de 1977 y el último el 23 de octubre de 2003.

## Visitas estatales y oficiales
En el siglo XX, hubo 78 cumbres formales e informales que reunieron al presidente y al primer ministro para tratar una agenda acordada. El primero fue 1918, el segundo en 1929. El resto comenzó en 1941, lo que marcó el declive de los embajadores como transmisores clave de las discusiones sobre políticas. En tres de las cuatro cumbres, la delegación británica viajó a América. Las cumbres se han vuelto mucho menos importantes en el siglo XXI, con sus nuevos modos de comunicación.
A lo largo de los años, cuatro presidentes y dos monarcas realizaron visitas de Estado en las que participó el jefe de Estado. Elizabeth II se ha reunido con todos los presidentes desde Truman, excepto Johnson. In addition, the Queen made three private visits in 1984, 1985, and 1991 to see stallion stations and stud farms.

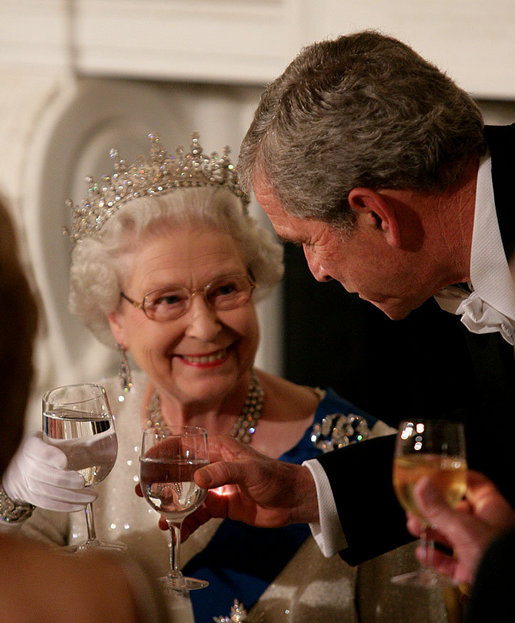
Reina Isabel II y el 43.º Presidente de los Estados Unidos, George W. Bush, comparten un brindis durante una cena de estado de 2007 celebrada en la Casa Blanca en celebración de los británicos -Relaciones americanas.

La reina Isabel II y el 40.º presidente de los Estados Unidos, Ronald Reagan, montados a caballo en Great Great Park durante la visita oficial de 1982 del Presidente Reagan al Reino Unido.

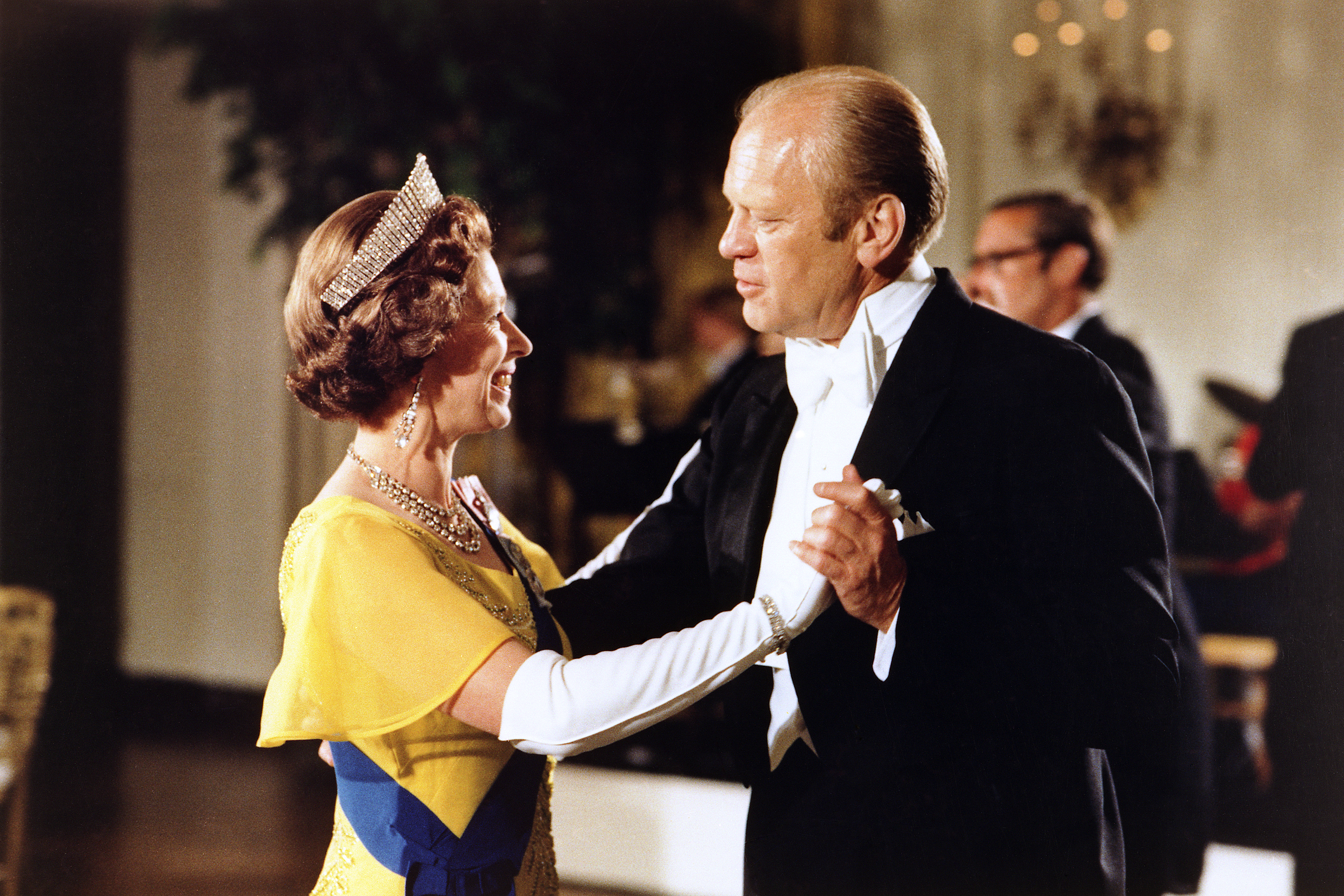
La reina Isabel II y el 38.º presidente de los Estados Unidos, Gerald Ford, bailando en la Sala Este en la Casa Blanca durante la visita de estado de Su Majestad para conmemorar el Bicentenario de los Estados Unidos en 1976.

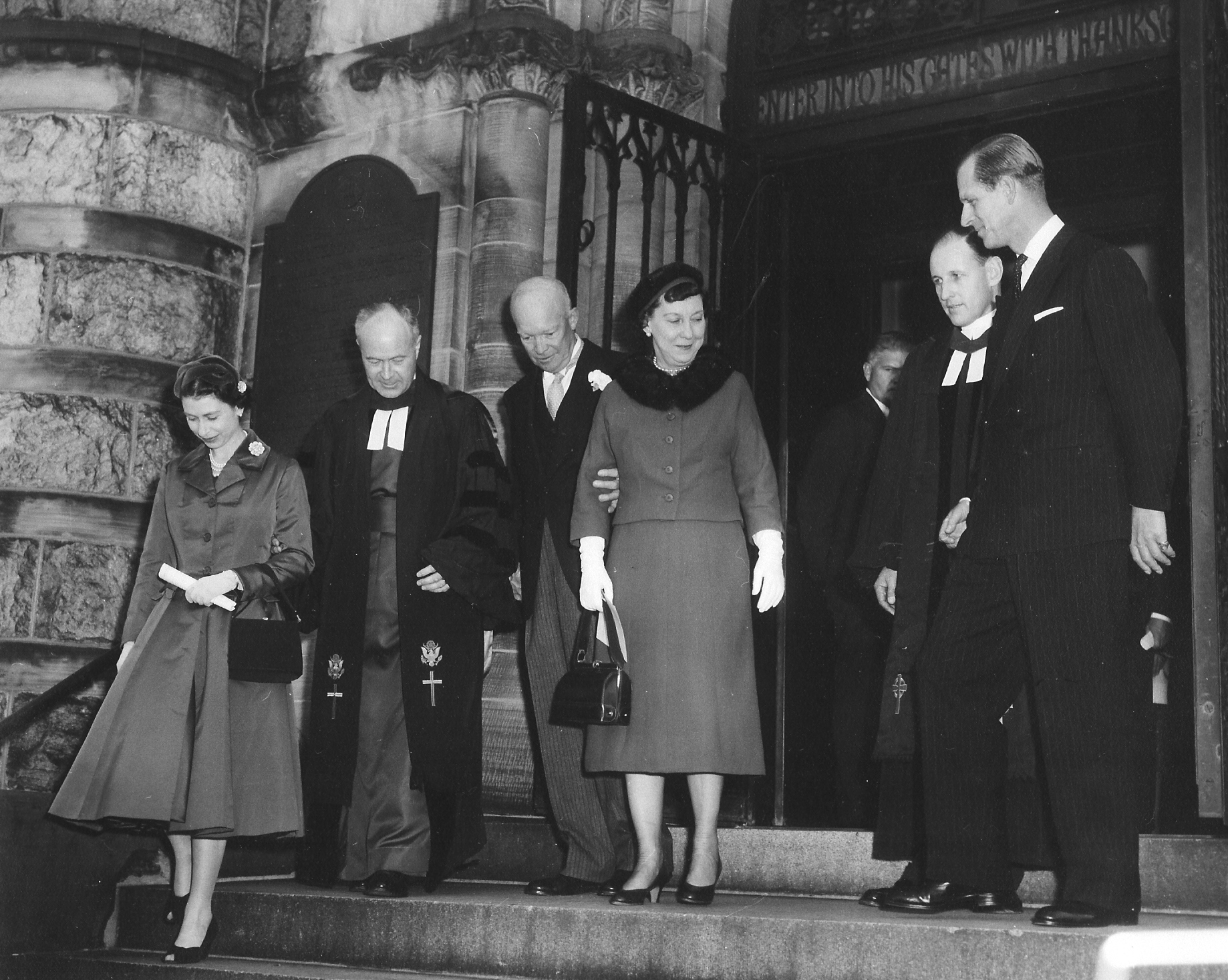
La reina Isabel II y el príncipe Felipe, duque de Edimburgo abandonaron Iglesia Presbiteriana Nacional después de asistir a un servicio de adoración con el 34 ° presidente de los Estados Unidos, Dwight Eisenhower y la primera dama Mamie Eisenhower durante su estado Visita a los Estados Unidos en 1957.

| Fechas                             | Monarca y consorte                             | Localización | Itinerario |
| 7–11 de junio de 1939              | Rey Jorge VI y Reina Isabel                    | Washington D. C., Nueva York , y Hyde Park (Nueva York)                                                                             | Visita de estado a Washington D. C., se hospedó en la Casa Blanca, depositó una ofrenda floral en la Tumba de los desconocidos en el Cementerio Nacional de Arlington, visitó la plantación Virginiana de George Washington Mount Vernon, hizo una aparición en la Feria Mundial de 1939 en la ciudad de Nueva York, y realizó una visita privada al retiro de Franklin Roosevelt en el estado de Nueva York, Springwood Estate. |
| 17–20 de octubre de 1957           | Reina Isabel II y Príncipe Felipe de Edimburgo | Jamestown y Williamsburg (Virginia), Washington D. C. y la ciudad de Nueva York                                                     | Visita de estado a Washington D. C., asistió a las ceremonias oficiales del 350 aniversario del asentamiento de Jamestown, Virginia, e hizo una breve parada en la ciudad de Nueva York para dirigirse a la Asamblea General de las Naciones Unidas Antes de navegar al Reino Unido. |
| 6–9 de julio de 1976               | La reina Isabel II y el príncipe Felipe        | Filadelfia, Washington D. C., Nueva York, Charlottesville (Virginia), Newport y Providence (Rhode Island) y Boston                  | Visita de estado a Washington D. C. y recorrida la Costa Este de los Estados Unidos junto con el Bicentenario de los Estados Unidos celebraciones a bordo de HMY Britannia . |
| 26 de febrero - 7 de marzo de 1983 | La reina Isabel II y el príncipe Felipe        | San Diego, Palm Springs, Los Ángeles, Santa Bárbara, San Francisco, parque nacional de Yosemite (California) y Seattle (Washington) | Hizo una visita oficial a los Estados Unidos, recorrió Costa Oeste de los Estados Unidos a bordo del HMY Britannia , e hizo una visita privada al retiro de Ronald Reagan en las montañas de Santa Ynez, Rancho del Cielo . |
| 14–17 de mayo de 1991              | La reina Isabel II y el príncipe Felipe        | Washington D. C., Baltimore (Maryland), Miami y Tampa (Florida), Austin, San Antonio y Houston (Texas) y Lexington (Kentucky)       | Visita de estado a Washington D. C., se dirigió a una sesión conjunta del Congreso de los Estados Unidos, realizó una visita privada a Kentucky y realizó una gira por el Sur de Estados Unidos. |
| 3–8 de mayo de 2007                | La reina Isabel II y el príncipe Felipe        | Richmond, Jamestown y Williamsburg (Virginia), Louisville (Kentucky), Greenbelt (Maryland) y Washington D. C.                       | Visita de estado a Washington D. C., se dirigió a la Asamblea General de Virginia, asistió a las ceremonias oficiales del 400 aniversario del establecimiento de Jamestown, realizó una gira por el Centro de vuelo espacial Goddard de la NASA, visitó el Memorial nacional a la Segunda Guerra Mundial en National Mall, e hizo una visita privada a Kentucky para asistir a la 133.ª Kentucky Derby.                          |
| 6 de julio de 2010                 | La reina Isabel II y el príncipe Felipe        | Ciudad de Nueva York | Hizo una visita oficial de un día a los Estados Unidos para dirigirse a la Asamblea General de las Naciones Unidas, visitó el sitio del World Trade Center para presentar sus respetos a las víctimas de los ataques del 11 de septiembre, y rindió homenaje a las víctimas británicas del ataque terrorista en Queen Elizabeth 11th September Garden en Hanover Square.                                                         |

| Fechas                                   | Administración                 | Localización                   | Itinerario |
| 26-28 de diciembre de 1918               | Woodrow Wilson y Edith Wilson  | Londres, Carlisle y Mánchester | Hice una visita oficial al Reino Unido, se hospedó en Buckingham Palace, asistió a una cena oficial, tuvo una audiencia con los Reyes Jorge V del Reino Unido y María de Teck, e hizo una visita privada llamada "peregrinación del corazón" al hogar ancestral de su madre nacida en Gran Bretaña, Janet Woodrow. |
| 7–9 de junio de 1982                     | Ronald Reagan y Nancy Reagan   | Londres y Windsor              | Hizo una visita oficial al Reino Unido, se hospedó en el Castillo de Windsor, asistió a un banquete estatal y se dirigió al Parlamento del Reino Unido. |
| 28 de noviembre - 1 de diciembre de 1995 | Bill Clinton y Hillary Clinton | Londres, Belfast y Londonderry | Realizó una visita de estado al Reino Unido y se dirigió al Parlamento del Reino Unido. |
| 18-21 de noviembre de 2003               | George W. Bush y Laura Bush    | Londres y Sedgefield           | Hizo una visita de estado al Reino Unido, se hospedó en el Palacio de Buckingham, asistió a un banquete estatal, depositó una ofrenda floral en la Tumba del Guerrero desconocido ven la Abadía de Westminster e tuvo una reunión privada con Tony Blair en el Condado de Durham, noreste de Inglaterra. |
| 24–26 de mayo de 2011                    | Barack Obama y Michelle Obama  | Londres                        | Realizó una visita de estado al Reino Unido, me hospedé en el Palacio de Buckingham, la acogimos durante una ceremonia de llegada a los Jardines del Palacio de Buckingham, cenamos en un banquete estatal, me dirigí al Parlamento en Westminster Hall, presenté regalos de boda al Príncipe Guillermo de Cambridge y Catalina de Cambridge (donación de ordenadores portátiles MacBook a Peace Players International); se reunió con la reina Isabel II, el príncipe Felipe y el primer ministro David Cameron. |

## Diplomacia
| De Estados Unidos - Londres (Embajada) - Edimburgo (Consulado General) - Belfast (Consulado General) - Hamilton (Bermuda) (Consulado General) - George Town (Islas Caimán) (Agente consular adjunto a la embajada en Kingston, Jamaica) - Providenciales, Turks y Caicos (Oficina del Consulado adjunta a la embajada en Nasáu, Bahamas) | De Reino Unido - Washington D. C. (Embajada) - Atlanta (Consulado General) - Boston (Consulado General) - Chicago (Consulado General) - Denver (Consulado General) - Houston (Consulado General) - Los Ángeles (Consulado General) - Miami (Consulado General) - Nueva York (Consulado General) - San Francisco (Consulado General) |

## Membresía en común
| - BPI - BAP - ONUAA - G-8 - G-10 | - G-20 - OIEA - CCI - CIJ - CEI | - AIE - FMI - COI - IRENA - UIT | - Interpol - OTAN - NPT - OCDE - OSCE | - Pilgrims Society - Ejercicios RIMPAC - UKUSA - ONU - UNESCO | - C.S. NN.UU. - UPU - Banco Mundial - OMS - OMC |

### Grupo de Trabajo Alianza Estratégica de Delitos Cibernéticos

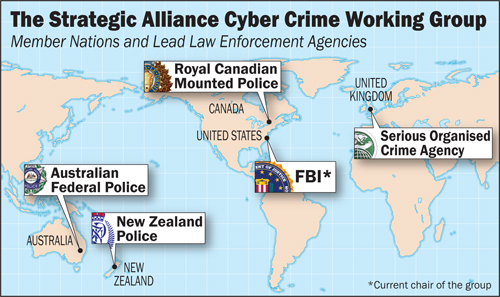
Mapa que muestra los países miembros del Grupo de Trabajo de Alianza Estratégica contra el Delito Cibernético y sus respectivas agencias líderes.
(Nota: este mapa se refiere a Agencia del Crimen Organizado Grave, este organismo ahora es la Agencia Nacional contra el Crimen)

El Grupo de Trabajo de Alianza Estratégica contra el Delito Cibernético es una iniciativa de Australia, Canadá, Nueva Zelanda, el Reino Unido y encabezado por los Estados Unidos como una "asociación formal entre estas naciones dedicada a abordar los problemas de delincuencia global más grandes". , en particular el crimen organizado ". La cooperación consiste en "cinco países de tres continentes que se unen para combatir el delito cibernético de manera sinérgica al compartir información, intercambiar herramientas y mejores prácticas, y fortalecer e incluso sincronizar sus respectivas leyes".
Dentro de esta iniciativa, hay un mayor intercambio de información entre la Agencia Nacional contra el Crimen del Reino Unido y la Oficina Federal de Investigaciones de Estados Unidos sobre asuntos relacionados con fraude grave o delito cibernético.

### Acuerdo de Seguridad EE.UU.-R.U.
El Acuerdo de Seguridad Reino Unido-EE. UU. es una alianza de cinco países de habla inglesa; Australia, Canadá, Nueva Zelanda, el Reino Unido y los Estados Unidos, con el único propósito de compartir información. El precursor de este acuerdo es esencialmente una extensión del histórico Acuerdo BRUSA de 1943. En asociación con el sistema ECHELON, las cinco naciones están asignadas a la recopilación y análisis de inteligencia de diferentes partes del mundo. Por ejemplo, el Reino Unido busca comunicaciones en Europa, África y Rusia al oeste de los Montes Urales, mientras que los Estados Unidos tienen la responsabilidad de recopilar información en América Latina, Asia, Rusia asiática y el norte de China continental.

## Legado

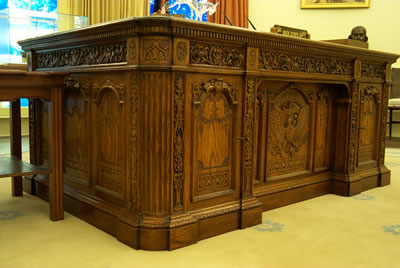
El escritorio Resuelto como se ve en el Despacho Oval en la Casa Blanca durante la Administración Carter, fue hecho a mano a partir de los madereros de la puesta fuera de servicio de la Bricbarca HMS Resolute de 1850, y luego presentados por la Reina Victoria como regalo a Estados Unidos el 23 de noviembre de 1880.

Los Estados Unidos y Gran Bretaña comparten muchos hilos del patrimonio cultural.
Dado que el inglés es el idioma principal de los británicos y los estadounidenses, ambas naciones pertenecen al mundo de habla inglesa. Su idioma común tiene diferencias (relativamente menores) en la ortografía, la pronunciación y el significado de las palabras entre inglés estadounidense y británico.
El sistema legal estadounidense se basa en gran medida en el inglés common law. El sistema estadounidense de gobierno local está arraigado en precedentes ingleses, como las oficinas de los tribunales del condado y los sheriffs. Aunque los Estados Unidos, a diferencia de Gran Bretaña, siguen siendo altamente religiosos, las denominaciones protestantes más grandes surgieron de iglesias británicas traídas a través del Atlántico, como los bautistas, metodistas, congregacionalistas y episcopales.
Gran Bretaña y Estados Unidos practican lo que comúnmente se conoce como una "economía anglosajona" en la que los niveles de regulación e impuestos son relativamente bajos, y el gobierno proporciona a cambio un nivel bajo a medio de servicios sociales.
El Día de la Independencia de los Estados Unidos, el 4 de julio es una celebración nacional que conmemora la adopción el 4 de julio de 1776 de la Declaración de Independencia de los Estados Unidos del Imperio Británico. El desafío estadounidense a Gran Bretaña se expresa en el himno nacional estadounidense "The Star Spangled Banner", escrito durante la Guerra de 1812 al ritmo de una canción de celebración británica mientras los estadounidenses rechazan un ataque británico contra Baltimore.
Se estima que entre 40,2 millones y 72,1 millones de estadounidenses en la actualidad tienen ascendencia británica, es decir, entre el 13% y el 23,3% de la población de EE. UU. En el censo de EE. UU. de 1980, 61.311.449 estadounidenses informaron de su ascendencia británica (No está claro si estas estadísticas incluyen personas con ascendencia británica mixta y otra) alcanzando el 32,56% de la población de EE. UU. que, incluso hoy, los convertiría en el grupo de ancestros más grande de Estados Unidos.
Los símbolos particulares de la estrecha relación entre los dos países son el JFK Memorial y el Magna Carta Memorial de American Bar Association, ambos en Runnymede en Inglaterra.

## Cultura y medios
Tanto Estados Unidos como Reino Unido se consideran "superpotencias", y ambos países tienen una gran influencia en todo el mundo en cine, cocina, música, literatura y televisión.

### Literatura
La literatura se transfiere a través del Atlántico, como lo demuestra el reclamo de autores británicos como William Shakespeare, Charles Dickens, J. R. R. Tolkien, Jackie Collins, y J. K. Rowling en Estados Unidos, y autores estadounidenses como Harriet Beecher Stowe, Mark Twain, Ernest Hemingway, Stephen King y Dan Brown en Gran Bretaña. Henry James se mudó a Gran Bretaña y era bien conocido en ambos países, al igual que T. S. Eliot. Eliot se mudó a Inglaterra en 1914 y se convirtió en británico en 1927. Fue una figura dominante en la crítica literaria y tuvo una gran influencia en el período moderno de la literatura británica.
En el Reino Unido, muchas novelas estadounidenses destacadas incluyen The Catcher in the Rye, Roll of Thunder, Hear My Cry, Of Mice & Men, To Kill a Mockingbird, The Great Gatsby  y The Color Purple son textos de uso frecuente para los exámenes de inglés británico de nivel secundaria y loa exámenes de literatura inglesa, según lo establecen las principales juntas de examen.

### Prensa
En el área de la prensa, las conexiones entre EE. UU. y Reino Unido en términos de contenido de impresión son escasas, sin embargo es fuerte en el contenido en línea. Hasta 2016, una versión condensada de The New York Times estaba dentro del periódico The Observer. En algunos quioscos en el Reino Unido, se pueden encontrar ediciones internacionales de USA Today, The New York Times International Edition, The Wall Street Journal Europe, la edición europea de Time, Newsweek, The New Yorker, la revista New York y Foreign Affairs. Mientras esté en los Estados Unidos, podrá encontrar la edición internacional de The Economist y en la ciudad de Nueva York, el  Financial Times . Después de que Rupert Murdoch comprara el New York Post en noviembre de 1976, rediseñó el periódico para convertirlo en un tabloide populista de derechas, así como su relanzamiento anterior del periódico británico The Sun como un periódico sensacionalista desde 1969.
En la publicación de revistas, las tres grandes casas editoriales estadounidenses de Time, Hearst y Condé Nast tienen operaciones en el Reino Unido, con ediciones británicas de Good Housekeeping, GQ, Men's Health, Cosmopolitan, Vogue, National Geographic y Wired entre otros. En ocasiones, algunas de las ediciones americanas también están disponibles para su compra, generalmente junto a la edición local o en la sección internacional. En cuanto a las revistas británicas en los EE. UU., Northern & Shell ha creado desde 2005 una versión estadounidense de la revista OK!.
Hay una gran cantidad de estadounidenses y británicos en cada uno de las corporaciones de medios de comunicación del otro país, incluidos editores, corresponsales, periodistas y columnistas. Los individuos nacidos en Estados Unidos activos en el cuerpo de la prensa británica incluyen al editor de noticias Peter Spiegel de FT, Daily Telegraph el columnista Janet Daley, y los columnistas de Guardian Tim Dowling y Hadley Freeman. Originarios del Reino Unido fueron Christopher Hitchens (1949–2011) y la actual editora de Vogue, Anna Wintour. El actual CEO de The New York Times Company es el ex director general de la BBC, Mark Thompson. La actual editora en jefe de The Guardian con sede en Londres desde 2015, Katharine Viner anteriormente fue la editora de la página web estadounidense The Guardian entre 2014 y 2015.
En términos de contenido en línea, tres sitios de periódicos en línea tienen ediciones americanas, TheGuardian.com, Mail Online y The Independent. BBC News Online es visitada frecuentemente por los estadounidenses. Los sitios de noticias en línea de Estados Unidos BuzzFeed, Breitbart News y HuffPost (antiguamente The Huffington Post) todos poseen ediciones británicas.

### Cine
Ha habido muchos crossovers en la cultura del entretenimiento moderno entre el Reino Unido y los Estados Unidos. Por ejemplo, las exitosas películas de Hollywood hechas por Steven Spielberg y George Lucas han tenido un gran efecto en el público británico en el Reino Unido, mientras que las sagas de películas de James Bond y Harry Potter han atraído un gran interés en los Estados Unidos. Además, las películas animadas de Walt Disney, así como las de Pixar, DreamWorks, Don Bluth, Blue Sky, Illumination y otras han continuado marcando profundamente al público británico, joven y mayor, desde hace casi 100 años. Las películas de Alfred Hitchcock continuamente tienen un impacto duradero y una base de seguidores leales en Estados Unidos, ya que el mismo Alfred Hitchcock influyó en importantes cineastas estadounidenses como John Carpenter, en los géneros cinematográficos de terror y slasher.
La producción de películas a menudo se comparte entre las dos naciones, ya sea un uso concentrado de actores británicos y estadounidenses o el uso de estudios de cine ubicados en Londres o Hollywood.

### Teatro
El Circuito de Broadway en la ciudad de Nueva York ha recorrido el West End de Londres, con actuaciones destacadas como El Rey León, Grease, Wicked, y  Rent. Producciones británicas, como Mamma Mia! y varios musicales de Andrew Lloyd Webber, incluyendo Yosef y su Sorprendente Manto de Sueños en Tecnicolor, Cats y El fantasma de la ópera han tenido éxito en Broadway. Durante más de 150 años, las obras de Shakespeare han sido abrumadoramente populares entre las audiencias estadounidenses de alto nivel.

### Televisión
Tanto el Reino Unido como los Estados Unidos tienen programas de televisión que son similares, ya que son transmitidos por las redes de otras naciones o se recrean para su distribución en sus propias naciones. Algunos programas de televisión británicos populares que fueron recreados para el mercado estadounidense en años más recientes incluyen House of Cards ,  The Office, Pop Idol (American Idol), Strictly Come Dancing (Dancing with the Stars), Top Gear, ¿Quién quiere ser millonario?, The Weakest Link y The X Factor. Algunos programas de televisión estadounidenses recreados para el mercado británico en años más recientes incluyen The Apprentice y Deal or No Deal. Los programas populares de televisión estadounidenses que actualmente son populares en el Reino Unido incluyen The Big Bang Theory,CSI: Crime Scene Investigation, Family Guy, Friends, Modern Family, Scrubs, The Simpsons, y South Park.
La BBC transmite dos networks en los Estados Unidos, BBC America y BBC World News. La red estadounidense PBS colabora con la BBC y retransmite programas de televisión británicos en los Estados Unidos como Doctor Who, Keeping Up Appearances, Masterpiece Theatre, Monty Python's Flying Circus, Nova. La BBC también colabora con frecuencia con la cadena estadounidense HBO, que muestra la reciente miniserie estadounidense en el Reino Unido, como Band of Brothers, The Gathering Storm, John Adams, y Roma. Del mismo modo, la red estadounidense Discovery Channel se ha asociado con la BBC a través de la televisación de una miniserie británica reciente en los Estados Unidos, como  Planeta Tierra y Planeta Azul, este último conocido popularmente como The Blue Planet: Seas of Life en el formato estadounidense. El canal de asuntos públicos de los Estados Unidos C-SPAN, transmite Preguntas del primer ministro todos los domingos.
En algunas plataformas de televisión digital británicas, también es posible ver canales de televisión estadounidenses directamente desde el Reino Unido, como Fox News Channel, así como canales de televisión estadounidenses diseñados para audiencias británicas como CNBC Europa, CNN International, ESPN Classic, Comedy Central, y Fox. La Super Bowl, el [campeonato nacional de la Liga Nacional de fútbol americano que se lleva a cabo en febrero, se ha emitido en el Reino Unido desde 1982.

### Radio
En comparación con la transmisión de música y televisión, la transmisión de radio es muy limitada entre ambos lados del estanque.
Hay varias razones para esto. La mayor parte de la mayoría de las transmisiones de radio en los EE. UU. es comercial y está financiada por la publicidad. Reino Unido, donde la emisora pública nacional es el principal actor financiado por la licencia de televisión. Esto conduce a una estructura completamente diferente de estaciones de radio y horarios. Otros factores incluyen diferentes estándares técnicos de radiodifusión. Esto está influenciado por las autoridades de transmisión de sus países que dan forma a la radio por aire. En el Reino Unido, está influenciado por las autoridades de Ofcom y EBU que están trabajando hacia DAB y DRM. Mientras estuvo en los Estados Unidos, fue influenciado por FCC que está trabajando hacia Radio por satélite y radio HD.
Debido a los derechos de transmisión, las transmisiones de radio por Internet de las estaciones de radio estadounidenses y británicas a veces están bloqueadas o en ancho de banda restringido. Por ejemplo, BBC Radio 2 se encuentra en una transmisión nacional de 128 kbit / s AAC, mientras que internacionalmente está en una codificación de 48 kbit/s AAC+ corriente. Sin embargo, tanto el estadounidense como el británico Difusores internacionales Voz de América y el Servicio Mundial de la BBC están totalmente accesibles en línea.
El Servicio Mundial de la BBC es a veces sindicato en varias estaciones de radio públicas importantes de la ciudad en los Estados Unidos como WNYC, y en SiriusXM radio por satélite. Desde 2005 hasta 2011, una versión de BBC Radio 1 disponible en el tiempo estuvo disponible en Sirius Satellite Radio. En el pasado, ha habido intentos de llevar los formatos británicos a las audiencias estadounidenses, como The News Quiz. Mientras estaba en el Reino Unido, A Prairie Home Companion (llamado El programa de radio de Garrison Keillor's) estuvo disponible semanalmente hasta 2016 en BBC Radio 4 Extra y el programa factual Boston Calling de la BBC y WGBH se encuentra disponible en la red nacional del Servicio Mundial. El programa de radio Democracy Now! Está disponible en la estación WRN, a la que se puede acceder en el canal 0122 en Sky satellite radio y en línea.
Ha habido una serie de personalidades estadounidenses que han estado en las ondas aéreas británicas, como el periodista musical Paul Gambaccini, el disc jockey Suzi Quattro y los comediantes Rich Hall y Greg Proops. Mientras que el disc jockey nacido en Nueva Zelanda Zane Lowe, que pasó gran parte de su carrera en el Reino Unido, fue reclutado en la estación de Apple de Beats 1.
Se debe hacer una mención especial al programa de hechos  "Carta de América"  presentado por Alistair Cooke, que se emitió desde 1946 hasta 2004 inicialmente en el Servicio a domicilio de la BBC y más adelante BBC Radio 4, más en el Servicio Mundial de la BBC. Fue uno de los programas de radio más antiguos de la BBC. Lo que en sí mismo se basó en un programa similar de Alistair Cooke en la década de 1930 para los oyentes estadounidenses sobre la vida en el Reino Unido en NBC Red Network.

### Música

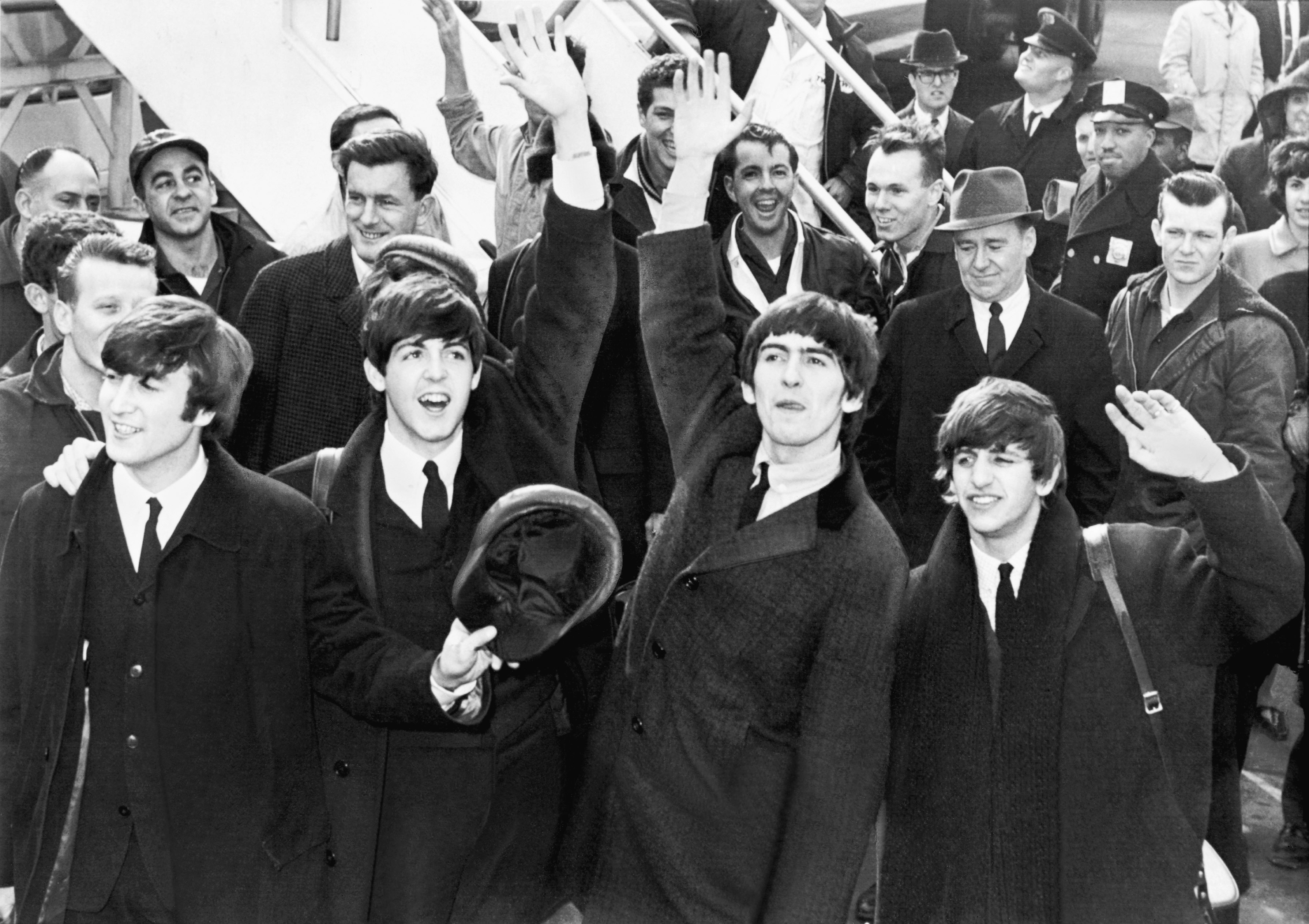
La llegada de The Beatles a los Estados Unidos y su posterior aparición en The Ed Sullivan Show en 1964 marcó el inicio de la "Invasión británica".

Artistas estadounidenses como Whitney Houston, Madonna, Tina Turner, Cher, Michael Jackson, Bing Crosby, Elvis Presley, Bob Dylan, Jimi Hendrix, Diana Ross, Britney Spears, Christina Aguilera, Frank Sinatra, Lady Gaga, Taylor Swift y Beyoncé, son populares en el Reino Unido. Artistas británicos como The Beatles, Led Zeppelin, The Rolling Stones, Sting, The Who, Queen, Shirley Bassey, Tom Jones, David Bowie, Pink Floyd, Spice Girls, Bee Gees, Amy Winehouse, KT Tunstall, Leona Lewis, Elton John (Elton John grabó "[Vela en el viento]] que hasta la fecha , es el sencillo más vendido en todo el mundo), Coldplay y Adele han logrado mucho éxito en el gran mercado estadounidense. Sin lugar a dudas, la música popular de ambas naciones ha tenido una fuerte influencia mutua.
En el Reino Unido, muchas películas de Hollywood así como los musicales de Broadway están estrechamente asociados e identificados con las partituras y las bandas sonoras creadas por compositores estadounidenses famosos como George Gershwin, Rodgers and Hammerstein Henry Mancini, John Williams, Alan Silvestri, Jerry Goldsmith, y James Horner.
La música celta del Reino Unido ha tenido un efecto dinámico sobre la música estadounidense. En particular, la música tradicional del sur de los Estados Unidos es descendiente de la música celta tradicional y música popular inglesa del período colonial, y las tradiciones musicales del Sur finalmente dio lugar a la música country y, en menor medida, a la música folk estadounidense.
El nacimiento de jazz, swing, big band, y especialmente rock and roll, todos desarrollados y originados en los Estados Unidos, tuvieron una gran influencia en el desarrollo posterior de la música rock en el Reino Unido, particularmente las bandas de rock británicas como The Beatles y Herman's Hermits, The Rolling Stones, mientras que su precursor estadounidense, el blues, tuvo gran influencia en el rock eléctrico británico.

## Deporte
A pesar de que los deportes son un gran interés cultural tanto en los Estados Unidos como en el Reino Unido. Los deportes de equipo más populares en cada país, que se encuentran en el Reino Unido: fútbol, rugby union, rugby league y cricket y en los Estados Unidos: Fútbol americano, béisbol, hockey sobre hielo y baloncesto se consideran deportes menores en cualquier otro país. Sin embargo, hay un interés creciente en los deportes de cada país en el otro. Otra área de gustos diferentes en los deportes entre el Reino Unido y los Estados Unidos son los deportes de motor, En el Reino Unido: campeonatos de Fórmula 1, rally y speedway son populares. Mientras que en los Estados Unidos, las principales categorías de deportes de motor populares son NASCAR e IndyCar.

### Fútbol

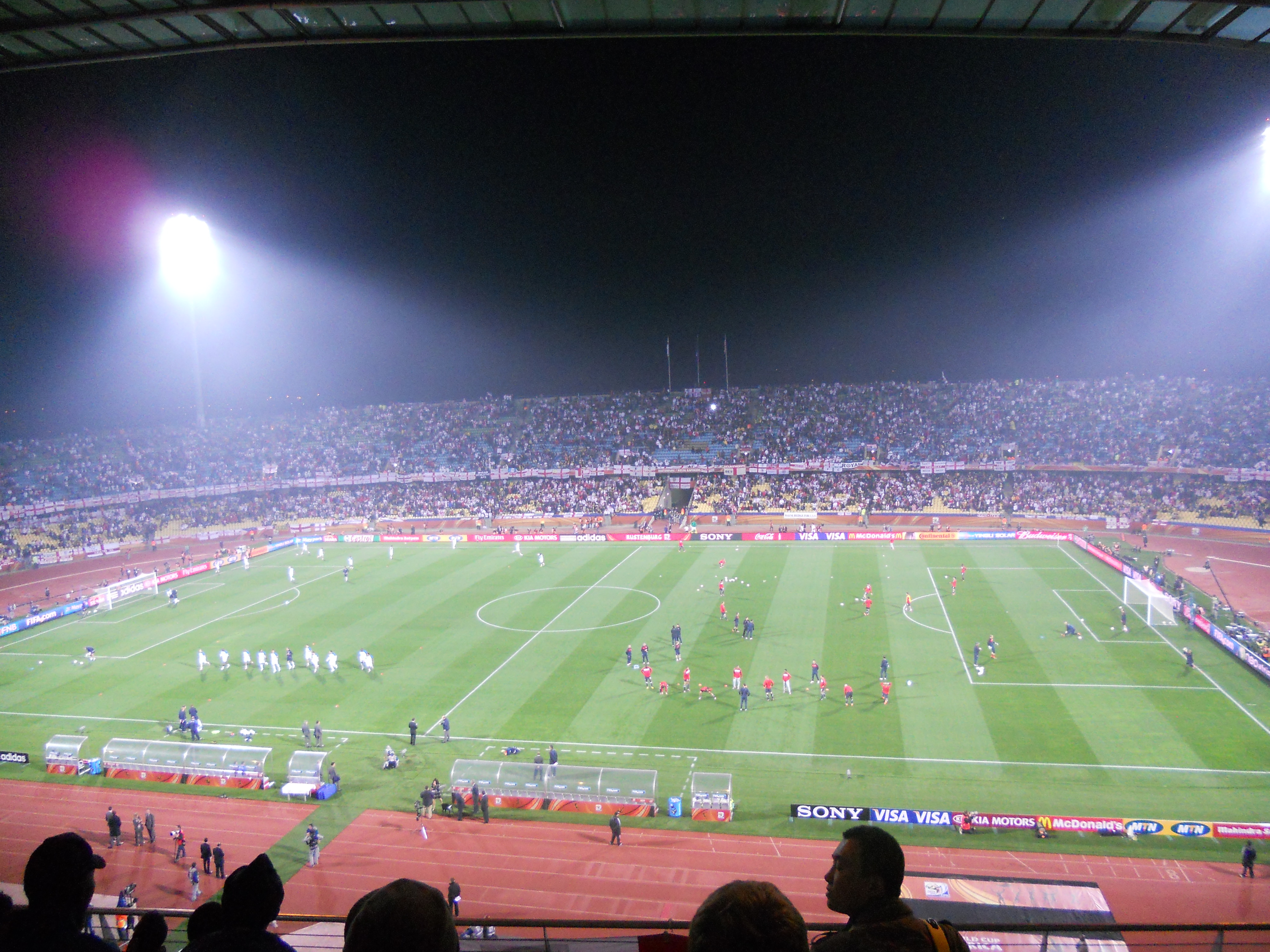
Una foto de la última vez que Inglaterra y Estados Unidos jugaron juntos, en la Copa Mundial de la FIFA 2010.

Actualmente hay tres estadounidenses en la [Premier League] de la FA: Geoff Cameron, Danny Williams y DeAndre Yedlin. Todos juegan para equipo nacional de los EE. UU.. Mientras que hay 14 jugadores ingleses y dos escoceses jugando actualmente en la Major League Soccer. Ninguno de los jugadores de Inglaterra o Escocia juega para sus selecciones nacionales. El británico más destacado que juega actualmente en la MLS es Ashley Cole, y el exjugador más famoso es David Beckham que jugó desde 2007 hasta 2012, ambos jugadores jugaron para LA Galaxy. El último partido entre las selecciones nacionales de Inglaterra y EE. UU. Fue en la Copa Mundial de la FIFA 2010 en Sudáfrica. El partido terminó en empate 1-1. La Premier League se puede ver en los Estados Unidos en NBC Sports, mientras que algunos juegos de la MLS se pueden ver en el Reino Unido en Sky Sports.

### Hasta 1945
- Allen, H. C. Great Britain and the United States: A History of Anglo-American Relations, 1783–1952 (1954), 1032pp. online; most thorough scholarly coverage
- Bailey, Thomas A. A Diplomatic History of the American People (10th edition 1980) online free to borrow.
- Burk, Kathleen. The Lion and the Eagle. The Interaction of the British and American Empires 1783-1972 (2018) online review
- Burk, Kathleen. Old World, New World. The Story of Britain and America (2009).
- Burt, Alfred L. The United States, Great Britain, and British North America from the Revolution to the Establishment of Peace after the War of 1812. (1940), detailed history by Canadian scholar; online Archivado el 26 de julio de 2012 en Wayback Machine.
- Campbell, Charles S. Anglo-American Understanding 1898–1903 (1957)
- Charmley, John. Churchill's Grand Alliance: The Anglo-American Special Relationship 1940–57 (1996)
- Collier, Basil. The lion and the eagle; British and Anglo-American strategy, 1900-1950 (1972) online free to borrow
- Crawford, Martin. The Anglo-American Crisis of the Mid-Nineteenth Century: The Times and America, 1850–1862 (1987)
- Dobson, Alan P. Anglo-American Relations in the Twentieth Century (1995).
- Dumbrell, John. A special relationship: Anglo-American relations from the cold war to Iraq (2006)
- Ellis, Sylvia. Historical Dictionary of Anglo-American Relations (2009)
- Foreman, Amanda. A World on Fire: Britain's Crucial Role in the American Civil War (Random House, 2011), 958 pp.
  - Geoffrey Wheatcroft, "How the British Nearly Supported the Confederacy," New York Times Sunday Book Review June 30, 2011 online
- Hollowell; Jonathan. Twentieth-Century Anglo-American Relations (2001)
- Hitchens, Christopher. Blood, Class and Empire: The Enduring Anglo-American Relationship (2004)
- Kaufman, Will, and Heidi Slettedahl Macpherson, eds. Britain and the Americas: Culture, Politics, and History (3 vol 2005), 1157pp; encyclopedic coverage
- Lane, Ann. Strategy, Diplomacy and UK Foreign Policy (Palgrave Macmillan, 2010)
- Louis, William Roger; Imperialism at Bay: The United States and the Decolonization of the British Empire, 1941–1945 (1978)
- McKercher, B. J. C. Transition of Power: Britain’s Loss of Global Pre-eminence to the United States, 1930-1945 (1999) 403pp
- Mowat, Robert Balmain. The diplomatic relations of Great Britain and the United States  (1925).online free; scholarly survey; 350pp
- Pederson, William D. ed. A Companion to Franklin D. Roosevelt (2011) online pp 493–516, covers FDR's policies to 1945
- Perkins; Bradford. The First Rapprochement: England and the United States, 1795–1805 (1955)
- Perkins, Bradford. Prologue to war: England and the United States, 1805–1812  (1961)  full text online free
- Perkins, Edwin J. Financing Anglo-American trade: The House of Brown, 1800–1880 (1975)
- Peskin, Lawrence A. "Conspiratorial Anglophobia and the War of 1812." Journal of American History 98#3 (2011): 647-669. online
- Reid, Brian Holden. "Power, Sovereignty, and the Great Republic: Anglo-American Diplomatic Relations in the Era of the Civil War" Diplomacy & Statecraft (2003) 14#2 pp 45–76.
- Reid, Brian Holden. "'A Signpost That Was Missed'? Reconsidering British Lessons from the American Civil War," Journal of Military History 70#2 (2006), pp. 385–414
- Reynolds, David. From World War to Cold War: Churchill, Roosevelt, and the International History of the 1940s (2007)
- Shawcross, William. Allies: The U.S., Britain, Europe and the War in Iraq (2004)
- Tuffnell, Stephen. ""Uncle Sam is to be Sacrificed": Anglophobia in Late Nineteenth-Century Politics and Culture." American Nineteenth Century History 12#1 (2011): 77-99.
- Watt,  D. Cameron. Succeeding John Bull: America in Britain's place 1900–1975: a study of the Anglo-American relationship and world politics in the context of British and American foreign-policy-making in the twentieth century (1984). 302pp.
- Williams, Andrew J. France, Britain and the United States in the Twentieth Century 1900–1940 (2014). 133-171.
- Woods, Randall Bennett. Changing of the Guard: Anglo-American Relations, 1941–1946 (1990)
- Woodward,  David R.  Anglo-American Relations. 1917-1918 (1993) complete book online

### Relación especial
- Bartlett, Christopher John. The Special Relationship: A Political History of Anglo-American Relations Since 1945 (1992).
- Coker, Christopher. "Britain and the new world order: the special relationship in the 1990s," International Affairs  (1992): 407-421. in JSTOR
- Colman, Jonathan.  A 'Special Relationship'?: Harold Wilson, Lyndon B. Johnson and Anglo-American Relations' at the Summit, 1964-8 (Manchester University Press, 2004)
- Dimbleby, David, and David Reynolds. An Ocean Apart: The Relationship Between Britain and America in the Twentieth Century (1988)
- Dobson, Alan and Steve Marsh.  "Anglo-American Relations: End of a Special Relationship?"  International History Review 36:4 (August 2014):  673-697.  DOI:  10.1080/07075332.2013.836124.  online review argues it is still in effect
- Dobson, Alan J. The Politics of the Anglo-American Economic Special Relationship (1988)
- Dobson, Alan. "The special relationship and European integration." Diplomacy and Statecraft (1991) 2#1 79-102.
- Dumbrell, John. A Special Relationship: Anglo-American Relations in the Cold War and After (2001)
- Dumbrell, John. "The US–UK Special Relationship: Taking the 21st-Century Temperature." The British Journal of Politics & International Relations (2009) 11#1 pp: 64-78. online
- Glancy, Mark. "Temporary American citizens? British audiences, Hollywood films and the threat of Americanisation in the 1920s." Historical Journal of Film, Radio and Television (2006) 26#4 pp 461–484.
- Hendershot, Robert M. Family Spats: Perception, Illusion, and Sentimentality in the Anglo-American Special Relationship (2008)
- Johnsen, William Thomas. The Origins of the Grand Alliance: Anglo-American Military Collaboration from the Panay Incident to Pearl Harbor (2016). 438 pp. online review
- Louis, William Roger, and Hedley Bull. The "Special Relationship": Anglo-American Relations since 1945 (1987).
- Lyons, John F. America in the British Imagination: 1945 to the Present (Palgrave Macmillan, 2013).
- Malchow, H.L. Special Relations: The Americanization of Britain? (Stanford University Press; 2011) 400 pages; explores American influence on the culture and counterculture of metropolitan London from the 1950s to the 1970s, from "Swinging London" to black, feminist, and gay liberation.
- Reynolds, David. Rich relations: the American occupation of Britain, 1942-1945 (1995)
- Reynolds, David. "A 'special relationship'? America, Britain and the international order since the Second World War." International Affairs  (1985): 1-20.
- Rofe, J. Simon and Alison R. Holmes, eds. The Embassy in Grosvenor Square: American Ambassadors to the United Kingdom, 1938-2008 (2012), essays by scholars how the ambassadors promoted a special relationship
- Watry, David M. Diplomacy at the Brink: Eisenhower, Churchill, and Eden in the Cold War. Baton Rouge: Louisiana State University Press, 2014.
- Williams, Paul. British Foreign Policy under New Labour (2005)